# Cluj-Napoca
Cluj-Napoca ([ˈkluːʒ naˈpɔka] ⓘ; deutsch Klausenburg, ungarisch Kolozsvár) ist die zweitgrößte Stadt Rumäniens. Sie ist Hauptstadt des Kreises Cluj in Siebenbürgen und Sitz der Planungsregion Nordwest. Die Stadt hat 286.598 Einwohner (Stand: Dezember 2021).

## Geographie

### Lage

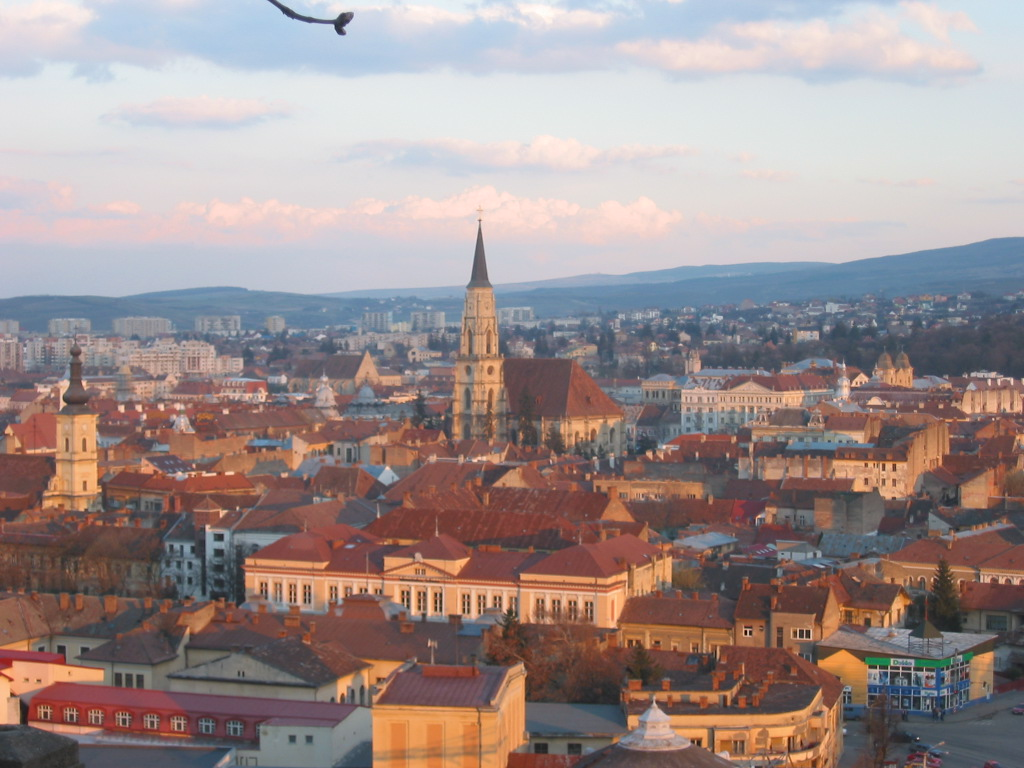
Blick über die Stadt

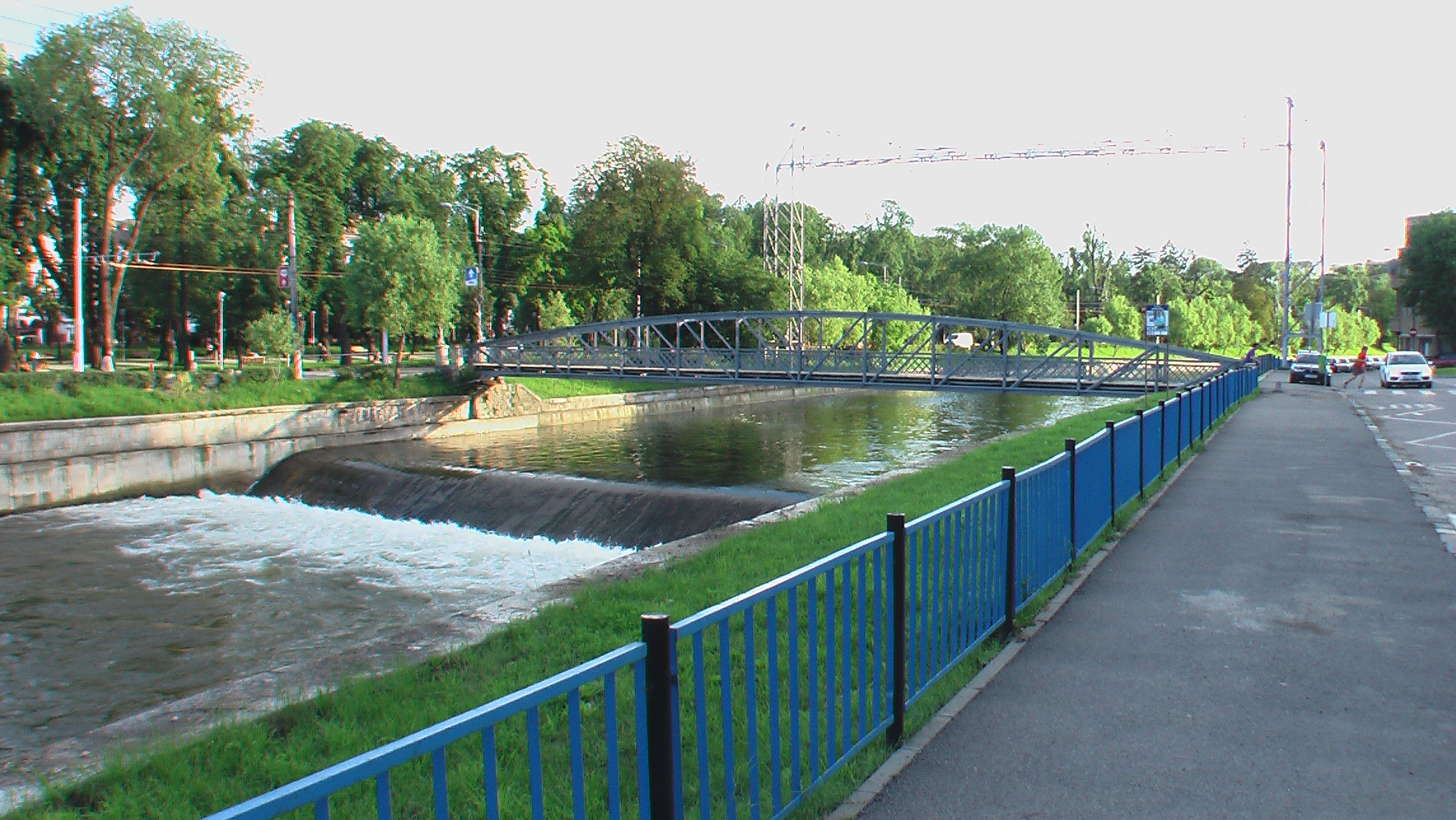
Fluss Someșul Mic in Cluj

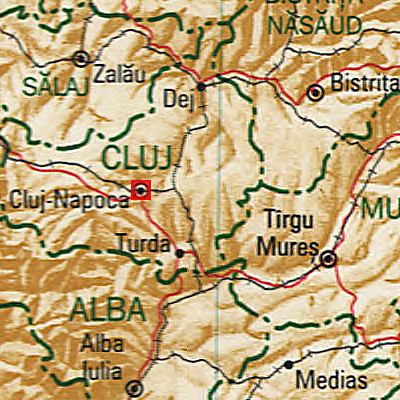
Cluj-Napoca (rotes Viereck) mit Nachbarorten: Zalău, Dej, Bistrița, Târgu Mureș, Mediaș, Alba Iulia, Turda

Cluj-Napoca befindet sich im Westen Siebenbürgens am Fluss Someșul Mic (Kleiner Somesch). Die Umgebung ist durch Berge und Wälder geprägt. Neben einigen Seen, Bächen und Flüssen wie dem Someșul Mic gibt es auch unterirdische Gewässer.
Das kontinental-gemäßigte Klima erzeugt große jahreszeitliche Temperaturschwankungen mit heißen, trockenen Sommern und kalten Wintern.
Von den südlich gelegenen Hügeln bei Feleacu hat man einen schönen Panoramablick auf die Stadt.

### Stadtgliederung

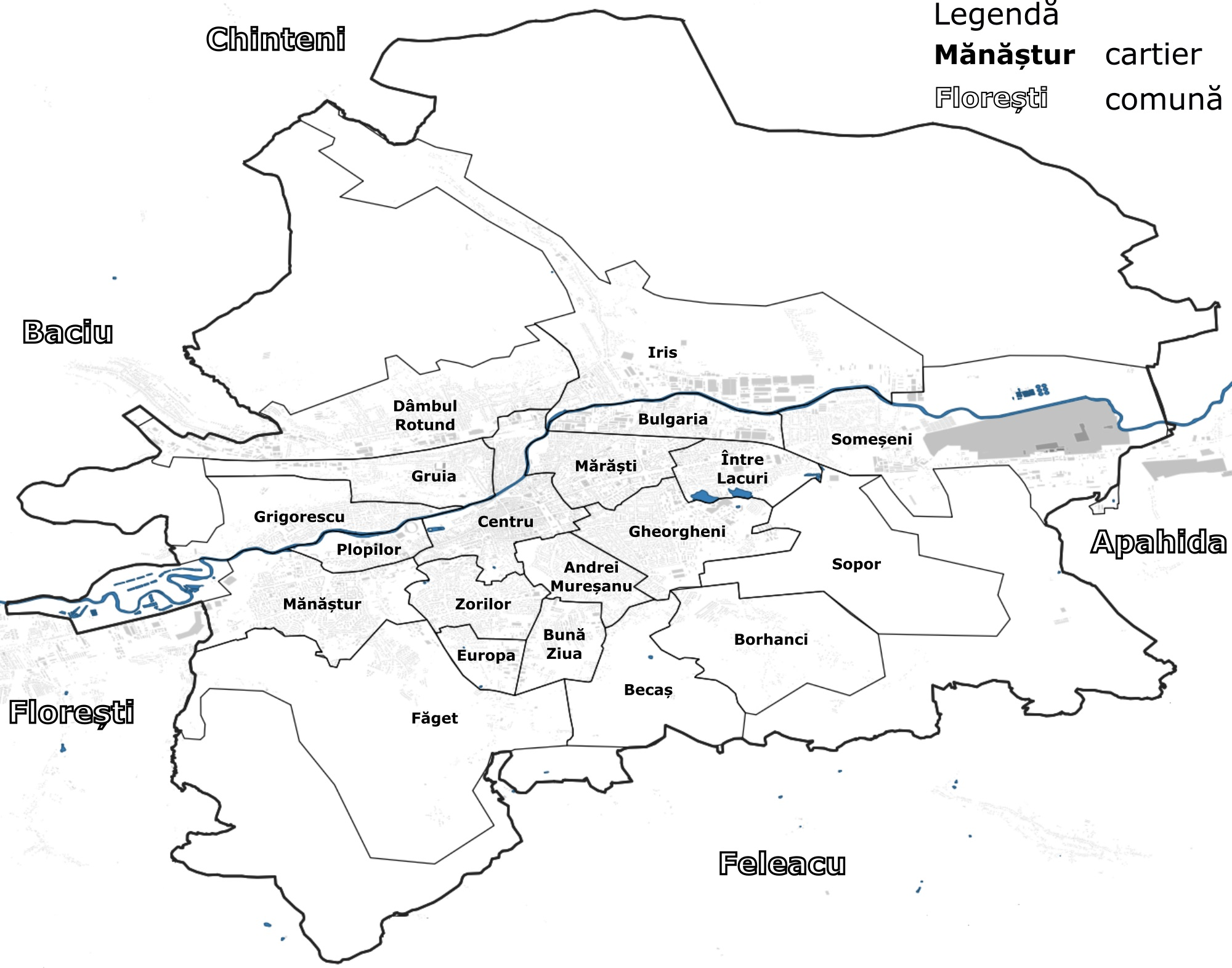
Lage der Stadtteile

Die Innenstadt mit ihren historischen Gebäuden ist vor allem von großen Plattenbausiedlungen aus kommunistischer Zeit umgeben: Im Westen Mănăștur (dt. früher Abtsdorf) und Grigorescu, im Osten Mărăști und Gheorgheni sowie südlich des Zentrums Zorilor.
Die Viertel Iris, Bulgaria und Dâmbul Rotund sind hauptsächlich industriell geprägt. Gruia, Someșeni (eigenständiger Vorort bis 1960) und Andrei Mureșanu gehören zu den älteren Einfamilienhaus-Siedlungen, daneben gibt es weitere, teils sehr junge Wohnviertel und Wohnparks.

### Nachbargemeinden
Folgende Gemeinden grenzen unmittelbar an die Stadt: nördlich Chinteni, östlich Apahida, südlich Feleacu (Fleck), westlich Florești (Sächsisch Fenesch) und im Nordwesten Baciu. Vor allem seit Beginn des 21. Jahrhunderts ziehen viele Klausenburger aus der Stadt in neu errichtete Wohnanlagen des Umlandes.

### Klima
Das Klima in Cluj-Napoca ist warm-gemäßigt mit kühlen Wintern und warmen Sommern bei einer Jahresdurchschnittstemperatur von 10,0 °C. Die Jahresniederschlagssumme beträgt 548 Liter, dabei ist das Winterhalbjahr deutlich trockener als der Zeitraum April bis September. Das ganze Jahr über ist dennoch als humid zu bewerten. Die Klimaklassifikation nach Köppen und Geiger lautet Cfb.
|                       | Jan  | Feb  | Mär  | Apr  | Mai  | Jun  | Jul  | Aug  | Sep  | Okt  | Nov  | Dez  |   |      |
| Mittl. Tagesmax. (°C) | 0,3  | 3,2  | 9,9  | 15,0 | 20,3 | 22,6 | 24,5 | 24,3 | 20,7 | 14,6 | 6,3  | 1,8  | ⌀ | 13,7 |
| Mittl. Tagesmin. (°C) | −6,5 | −4,7 | −0,6 | 3,9  | 8,6  | 11,3 | 12,7 | 12,2 | 8,9  | 3,8  | −0,7 | −4,2 | ⌀ | 3,8  |
|                       |      |      |      |      |      |      |      |      |      |      |      |      |   |      |
| Niederschlag (mm)     | 24   | 20   | 22   | 48   | 69   | 95   | 81   | 60   | 36   | 31   | 30   | 32   | Σ | 548  |
|                       |      |      |      |      |      |      |      |      |      |      |      |      |   |      |
| Sonnenstunden (h/d)   | 2,3  | 3,5  | 5,3  | 5,8  | 7,4  | 8,0  | 8,8  | 8,4  | 6,8  | 5,4  | 2,5  | 1,8  | ⌀ | 5,5  |
|                       |      |      |      |      |      |      |      |      |      |      |      |      |   |      |
| Regentage (d)         | 6    | 5    | 5    | 9    | 11   | 11   | 10   | 8    | 6    | 6    | 7    | 7    | Σ | 91   |
|                       |      |      |      |      |      |      |      |      |      |      |      |      |   |      |
| Luftfeuchtigkeit (%)  | 87   | 82   | 74   | 72   | 74   | 77   | 76   | 76   | 78   | 81   | 86   | 88   | ⌀ | 79,2 |

| −6,5 |

| −4,7 |

| −0,6 |

| 3,9 |

| 8,6 |

| 11,3 |

| 12,7 |

| 12,2 |

| 8,9 |

| 3,8 |

| −0,7 |

| −4,2 |

| −6,5 |

| −4,7 |

| −0,6 |

| 3,9 |

| 8,6 |

| 11,3 |

| 12,7 |

| 12,2 |

| 8,9 |

| 3,8 |

| −0,7 |

| −4,2 |

## Geschichte

### Frühgeschichte

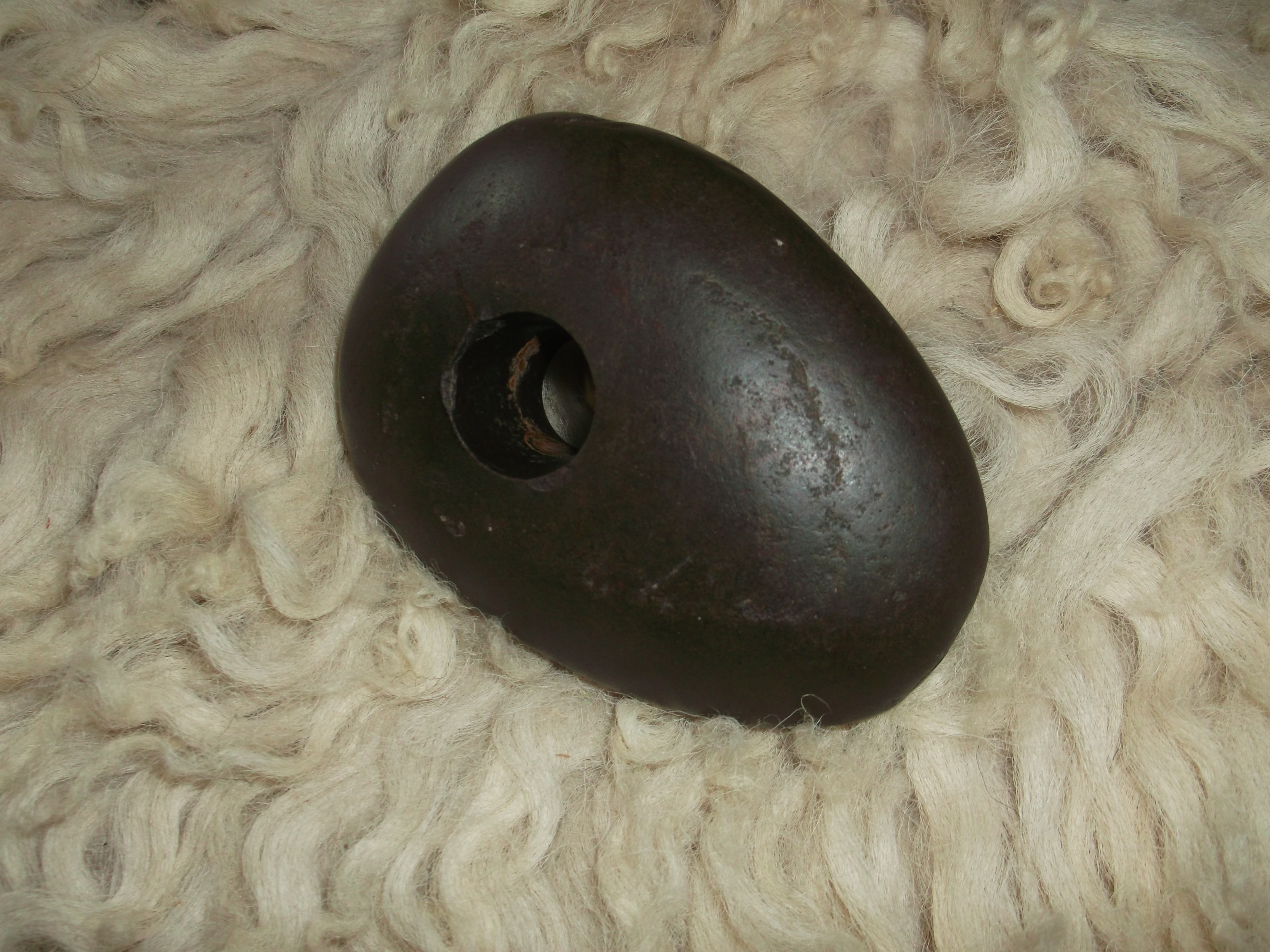
2016 entdecktes neolithisches Beil

An der Stelle der heutigen Stadt befand sich in prähistorischer Zeit zeitweilig eine Siedlung. Nach der römischen Eroberung Dakiens unter Kaiser Trajan wurde diese Dakersiedlung Napoca zu einem Legionslager ausgebaut, doch entwickelte sich auch die zivile Siedlung als Verkehrsknotenpunkt schnell zu einem lokal bedeutenden kleinen städtischen Mittelpunkt. Schon unter Kaiser Hadrian (117–138) erhielt Napoca die Rechte eines Municipiums und hieß jetzt Municipium Aelium Hadrianum Napoca. Wahrscheinlich unter Kaiser Marcus Aurelius erfolgte die Gründung einer römischen Kolonie. Im 3. Jahrhundert überflügelte Napoca für einige Jahre die Provinzhauptstadt Porolissum und wurde Sitz des Prokurators. Um 250 ging die Siedlung bereits im Zuge verheerender Plünderungszüge von Germanen und Karpen und dem Abzug der kleinen romanisierten Bevölkerungsschicht unter.

### Mittelalter
Die Stadt wurde im 13. Jahrhundert von deutschen Siedlern am Ufer des Flusses Someșul Mic (dt. Kleiner Samosch) erbaut. Klausenburg, die zweitgrößte Stadt des Königreichs Ungarn, war seit damals Sitz des Komitats Klausenburg.

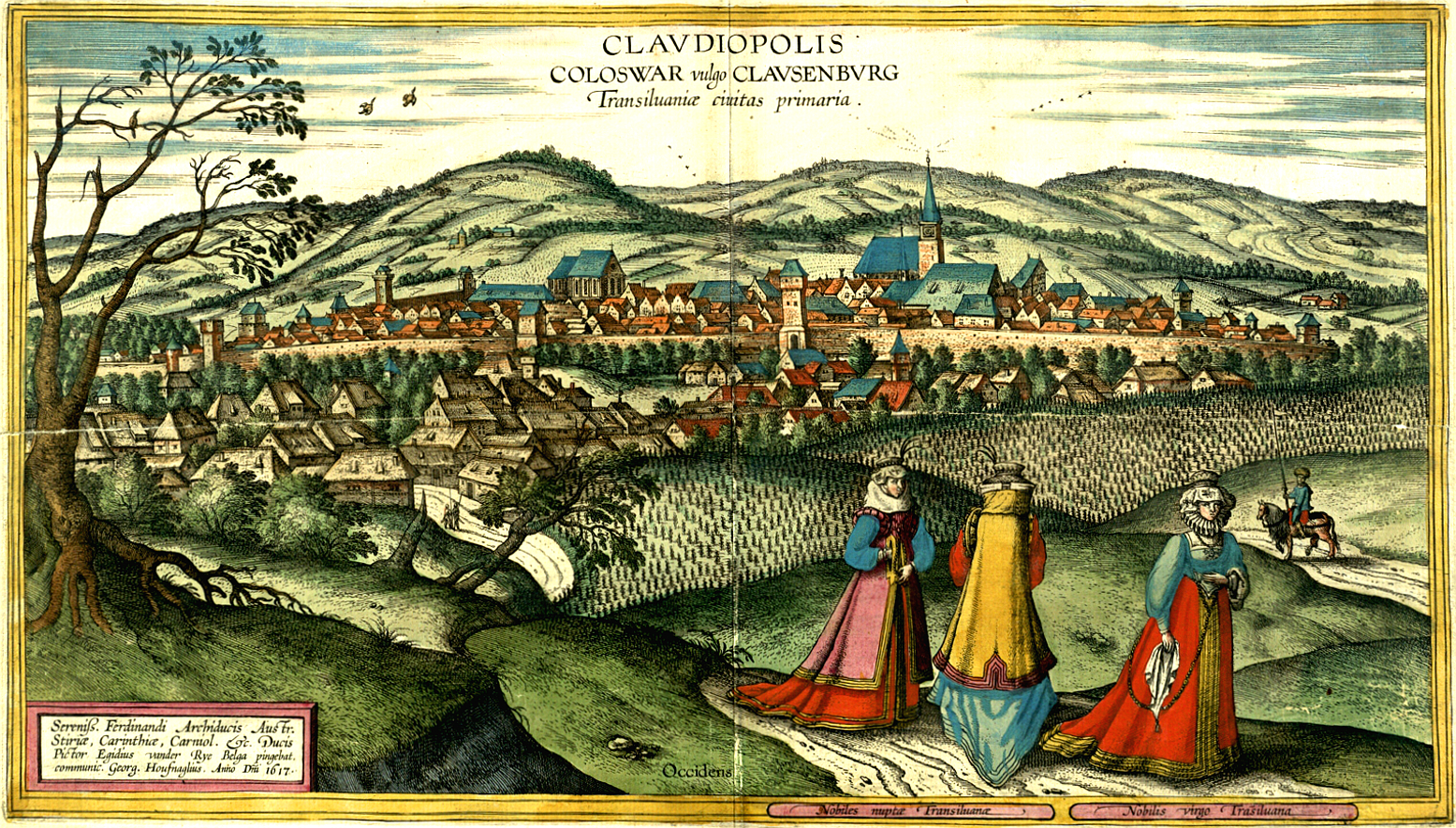
„Clavdiopolis, Coloswar vulgo Clavsenbvrg, Transiluaniæ ciuitas primaria“ (1617)

Der ungarische König Matthias Corvinus wurde hier 1443 geboren.
Ab 1523 kamen evangelische Schriften von Martin Luther und Philipp Melanchthon in die Stadt. Um 1550 wurde die Reformation des helvetischen Bekenntnisses eingeführt, weil die Stände einander die Glaubensentscheidung freigestellt hatten.

### 18. und 19. Jahrhundert

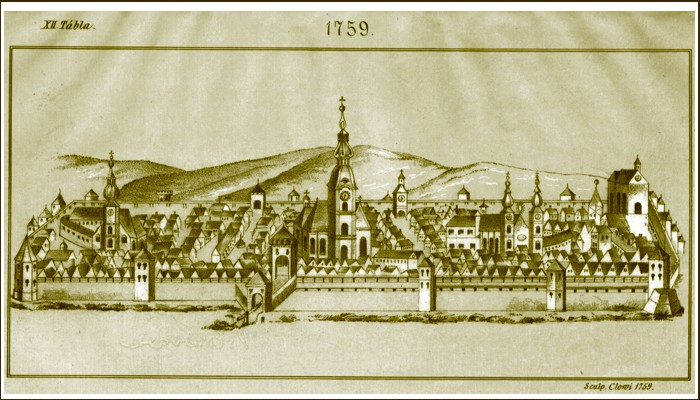
Cluj, Kolozsvár, Klausenburg (1759)

Von 1790 bis 1848 und von 1861 bis 1867 war Klausenburg Hauptstadt des Großfürstentums Siebenbürgen innerhalb der Habsburgermonarchie. Nach dem österreichisch-ungarischen Ausgleich von 1867 wurde Siebenbürgen integraler Bestandteil Ungarns. Der sächsische Bevölkerungsteil akkulturalisierte sich im 17. und frühen 18. Jahrhundert an den ungarischen. Ursachen waren die Hinwendung zum Unitarismus in der Reformationszeit, den die übrigen Siebenbürger Sachsen nicht vollzogen, und ein fehlendes kompakt deutsch besiedeltes Umland. Vielmehr war das Umland von Klausenburg bis ins 17./18. Jahrhundert überwiegend von Rumänen und Ungarn bewohnt, mit der Ausnahme von Sächsisch Fenesch. 1872 wurde in Klausenburg die zweite Universität innerhalb des historischen Ungarns gegründet, die Franz-Josef-Universität (heute Universität Szeged). Im Jahr 1894 fand in der Stadt der Prozess gegen führende Mitglieder der Rumänischen Nationalpartei statt, denen die Mitwirkung am Memorandum der Siebenbürgischen Rumänen von 1892 vorgeworfen wurde. Der Prozess wurde zum politischen Skandal, Tausende von Rumänen erschienen zu Solidaritätsbekundungen in der Stadt.

### 20. Jahrhundert
Nach dem Ersten Weltkrieg, am 4. Juni 1920, erfolgte durch den Friedensvertrag von Trianon die Angliederung Siebenbürgens an Rumänien. 1940 gelangte Nordsiebenbürgen mit Cluj durch den Zweiten Wiener Schiedsspruch wieder an Ungarn. Mit der deutschen Besetzung Ungarns geriet Klausenburg vom 19. März 1944 bis 1945 direkt unter deutsche Verwaltung. Die Geschichte von Klausenburg ist eng verflochten mit der Geschichte des Holocaust. Den jüdischen Einwohnern, die 1920 mit 14.000 Personen noch 13,4 % der städtischen Bevölkerung ausgemacht hatten, wurden bereits mit der ungarischen Annexion von 1940 wirtschaftliche Restriktionen und Zwangsarbeit auferlegt. 1941 wurden mehrere Hundert Juden deportiert und in Kamjanez-Podilskyj ermordet.
Nach dem deutschen Einmarsch wurden etwa 18.000 Juden aus Klausenburg, Gherla und Umgebung in die städtische Ziegelei gepfercht und von dort aus in eines der Vernichtungslager deportiert. 388 Klausenburger Juden wurden dank einer umstrittenen Vereinbarung zwischen dem jüdischen Journalisten und Rechtsanwalt Rudolf Kasztner und der SS von dieser Deportation verschont und gerettet. Nach der Pariser Friedenskonferenz 1946 fiel Klausenburg 1947 an Rumänien zurück.

### Seit dem 21. Jahrhundert
Heute ist es eines der wichtigsten kulturellen, wirtschaftlichen und wissenschaftlichen Zentren Rumäniens. Mit über zehn praktizierten Religionen verfügt Klausenburg über eine große religiöse Vielfalt, wobei die Mehrzahl der Einwohner seit den 1970er Jahren dem orthodoxen Glauben angehört. Noch heute ist Klausenburg das kulturelle Zentrum der ungarischen Minderheit in Rumänien. Bis ungefähr 1956 stellten die Ungarn die relative Bevölkerungsmehrheit in der Stadt.
Die Stadt erlebte nach dem Ende des kommunistischen Regimes in Rumänien 1989 und dem EU-Beitritt des Landes 2004 einen großen wirtschaftlichen Aufschwung, da sie als Investitionstandort für Industrie- und Dienstleistungsunternehmen aus West- und Mitteleuropa interessant wurde und entwickelt sich in den letzten Jahren auch zu einem Anziehungspunkt für Touristen. Dabei wird auch die kulturelle Vielfalt der Stadt wieder stärker wertgeschätzt und gepflegt, so finden etwa an der Babeș-Bolyai-Universität Cluj Lehrveranstaltungen in vier verschiedenen Sprachen (Rumänisch, Ungarisch, Deutsch, Englisch) statt.

### Namen der Stadt
Die Namen der Stadt lauten rumänisch „Cluj-Napoca“, deutsch „Klausenburg“, ungarisch „Kolozsvár“. Im Lateinischen wurde die Stadt „Claudiopolis“ bzw. „Claudianopolis“ genannt. 1974 ließ Nicolae Ceaușescu dem bisherigen rumänischen Ortsnamen „Cluj“ die antike römische Bezeichnung „Napoca“ hinzufügen, um der offiziellen Theorie von der Abstammung der Rumänen von Dakern und Römern Geltung zu verschaffen (siehe dako-romanische Kontinuitätstheorie). Im Alltag war diese Namensänderung wenig erfolgreich; man spricht nach wie vor von „Cluj“.

## Bevölkerung

### Ethnische Aufteilung

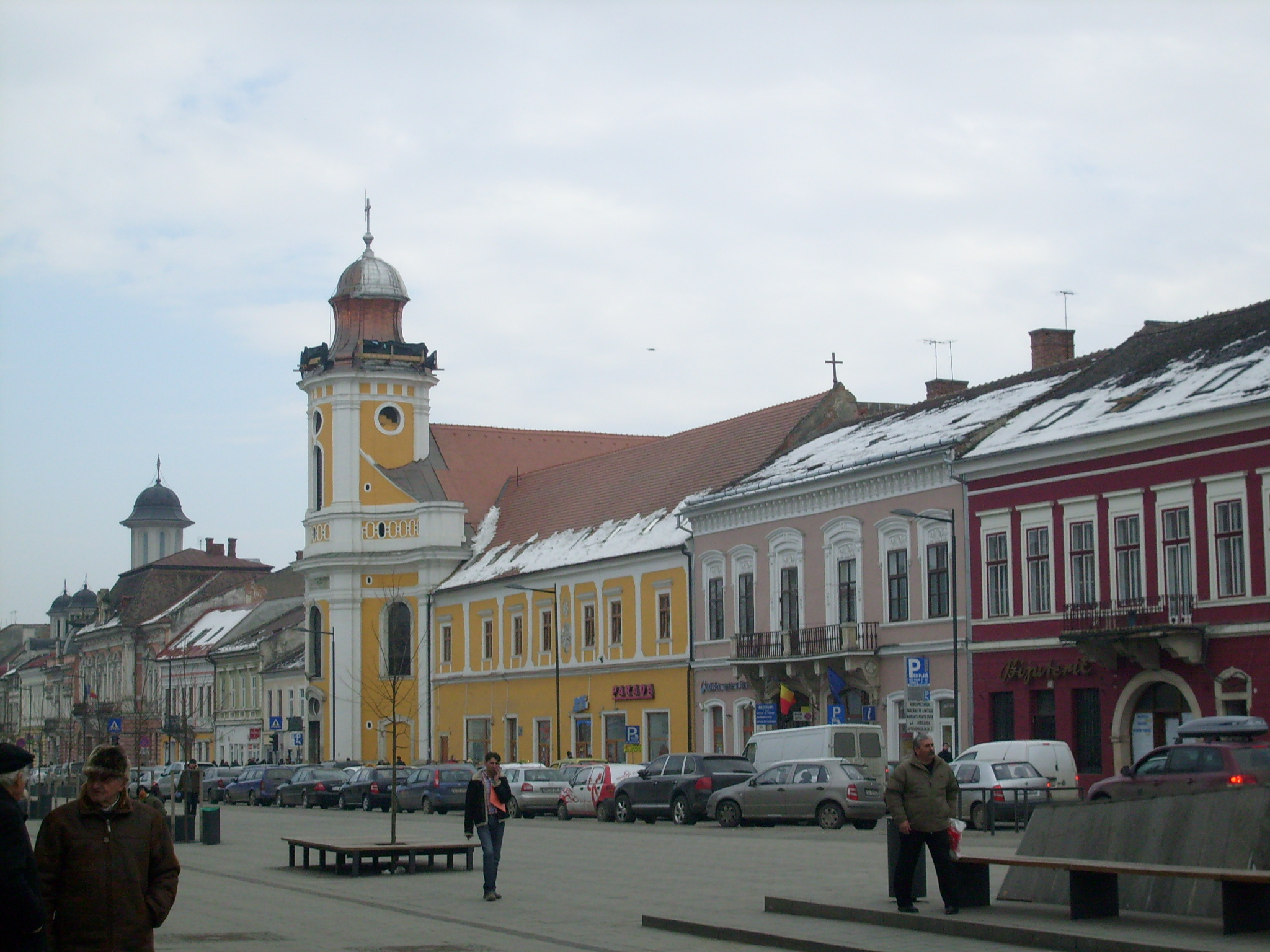
Ehemalige Klausenburger Minoritenkirche

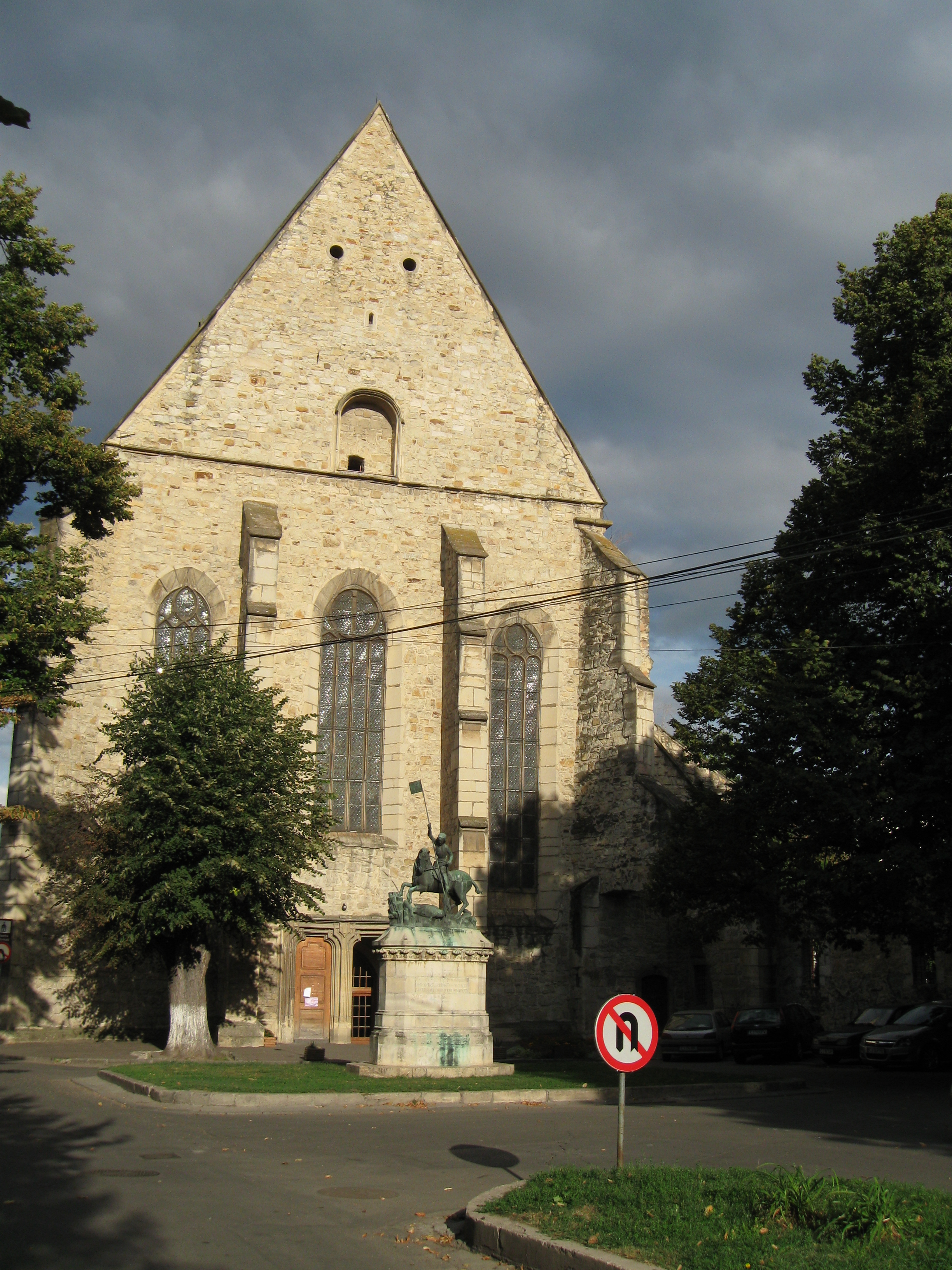
Reformierte Kirche in der Wolfsgasse (Ulița Lupilor)

Nach der Volkszählung von 2002 waren die Einwohner von Cluj zu 79,4 % Rumänen, 19 % Magyaren, 1 % Roma und 0,2 % Rumäniendeutsche und über etwa 17 andere registrierte Ethnien. Die Stadt hat damit ihren multiethnischen Charakter, der die Stadt seit dem Mittelalter prägte, bis heute nicht verloren, auch wenn besonders im Verlauf des 20. Jahrhunderts eine Verschiebung der Bevölkerungsanteile stattfand. 1910 waren von damals knapp 61.000 Einwohnern nach Muttersprache 83,4 % Ungarn, 12,4 % Rumänen und 2,8 % Deutsche.
Der Großteil der Stadtbevölkerung gehört der rumänisch-orthodoxen Kirche an (69,2 %). Darüber hinaus sind 12,2 % reformiert, 5,8 % griechisch-katholisch, 5,5 % römisch-katholisch, 1,2 % Baptisten, 1 % unitarisch und 0,07 % jüdisch. Die jüdische Gemeinde hat etwa 500 Mitglieder, in der Zwischenkriegszeit lag ihr Anteil an der Klausenburger Gesamtbevölkerung noch bei 13 %.
Im August 2009 waren 4.777 Arbeitslose registriert.
Von den 324.576 registrierten Menschen bei der Volkszählung 2011 waren 245.737 Rumänen, gefolgt von 49.565 Magyaren, 3.273 Roma, 544 Rumäniendeutschen, 155 Juden, 127 Ukrainer, 88 Italiener, 71 Griechen, 64 Türken, u. a. Ethnien in geringerer Anzahl.
2021 fiel die Einwohnerzahl im Vergleich zu jener vor zehn Jahren um etwa 12 % auf 286.598 registrierte Menschen. Davon bekannten sich 204.297 als Rumänen, 33.603 als Magyaren, 1758 als Roma, 433 als Rumäniendeutsche, 157 als Ukrainer, 106 als Juden, 104 als Italiener und mehrere andere Ethnien in zweistelliger Anzahl. Des Weiteren wurden 755 mit nicht registrierter Ethnie und 45.036 Menschen machten keine Angaben dazu.

### Rumäniendeutsche
In Cluj-Napoca leben noch immer mehrere hundert Siebenbürger Sachsen bzw. Angehörige anderer deutschsprachiger Volksgruppen. Traditionell gehört Klausenburg bereits seit Jahrhunderten zu den Zentren der siebenbürgisch-sächsischen Kultur. In der Zwischenkriegszeit studierten 2.000 bis 3.000 Deutschsprachige pro Jahrgang an der Universität der Stadt. Durch die heute Babeș-Bolyai-Universität genannte Bildungsstätte, an der seit 1995 auch deutschsprachige Studiengänge angeboten werden, hat die Stadt weiterhin Bedeutung im Bildungswesen. Ferner gibt es deutsche Kindergartengruppen und Schulunterricht, Bibliotheken mit deutschsprachiger Literatur und das Deutsche Kulturzentrum Klausenburg. Das Demokratische Forum der Deutschen in Rumänien (DFDR) hat seit 1990 eine Zweigstelle in der Innenstadt. 1996 wurde das Jugendforum der Deutschen in Klausenburg gegründet.

### Magyaren
Mit etwa 60.000 Ungarn bzw. Szeklern ist Cluj nach Târgu Mureș (Neumarkt am Mieresch) die Stadt mit der zahlenmäßig größten magyarischen Minderheit in Rumänien. Es existiert eine intakte ‚ungarische Infrastruktur‘ durch Schulen und Universitäten mit ungarischer Unterrichtssprache, Vereine, Kneipen, Kirchengemeinden, Theater, eine Oper usw. Da Magyaren aber offiziellen rumänischen Angaben zufolge nur knapp unter zwanzig Prozent der gesamten Stadtbevölkerung ausmachen, ist Ungarisch keine offizielle Sprache der lokalen Verwaltung.

### Roma
Wie in vielen anderen Orten Rumäniens gibt es am Stadtrand eine Roma-Siedlung, deren knapp 2.000 Bewohner in ärmlichen Verhältnissen leben. Sie liegt neben einer Müllkippe im östlichen Stadtteil Someșeni. Allerdings leben hier nicht alle Roma der Stadt.
Seit 2000 existiert in Cluj ein regierungsunabhängiges Informationszentrum für Roma (Centrul de Resurse pentru Comunitățile de Romi), das sich die Verbesserung der Lebensbedingungen, unter denen Roma leben, zum Ziel gesetzt hat.

## Politik und Verwaltung

### Stadtrat

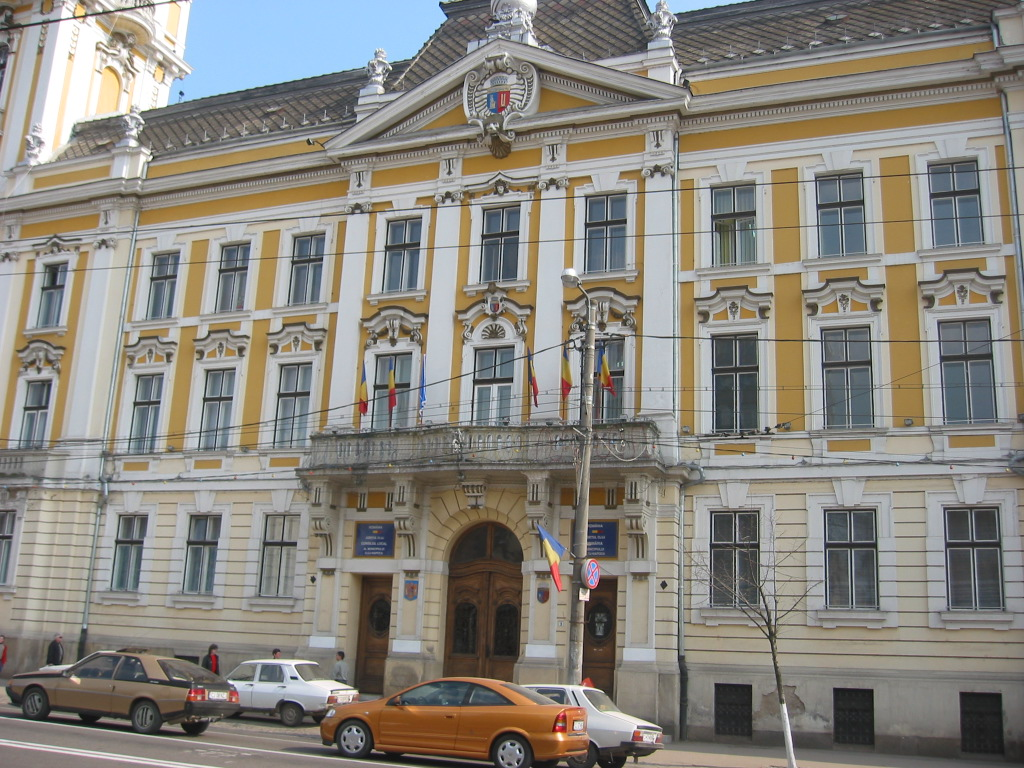
Rathaus, erbaut 1896/1897

Der Stadtrat (Consiliul local), dessen Besetzung alle vier Jahre gewählt wird, besteht aus 27 Mitgliedern und setzt sich seit 2020 wie folgt zusammen:
- Nationalliberale Partei (PNL) – 16 Sitze
- Union Rettet Rumänien (USR) – 5
- Demokratische Union der Ungarn in Rumänien (UDMR) – 4
- Sozialdemokratische Partei (PSD) – 2

#### 2016–2020
- Nationalliberale Partei (PNL) – 17 Sitze
- Demokratische Union der Ungarn in Rumänien (UDMR) – 5
- Liste der Sozialdemokratischen Partei (PSD) und der Allianz der Liberalen und Demokraten (ALDE) – 5

#### 2012–2016
- Sozial-Liberale Union (USL) – 12 Sitze
- Demokratisch-Liberale Partei (PD-L) – 10
- Demokratische Union der Ungarn in Rumänien (UDMR) – 4
- Partei des Volkes – Dan Diaconescu (PP-DD) – 1

### Metropolregion

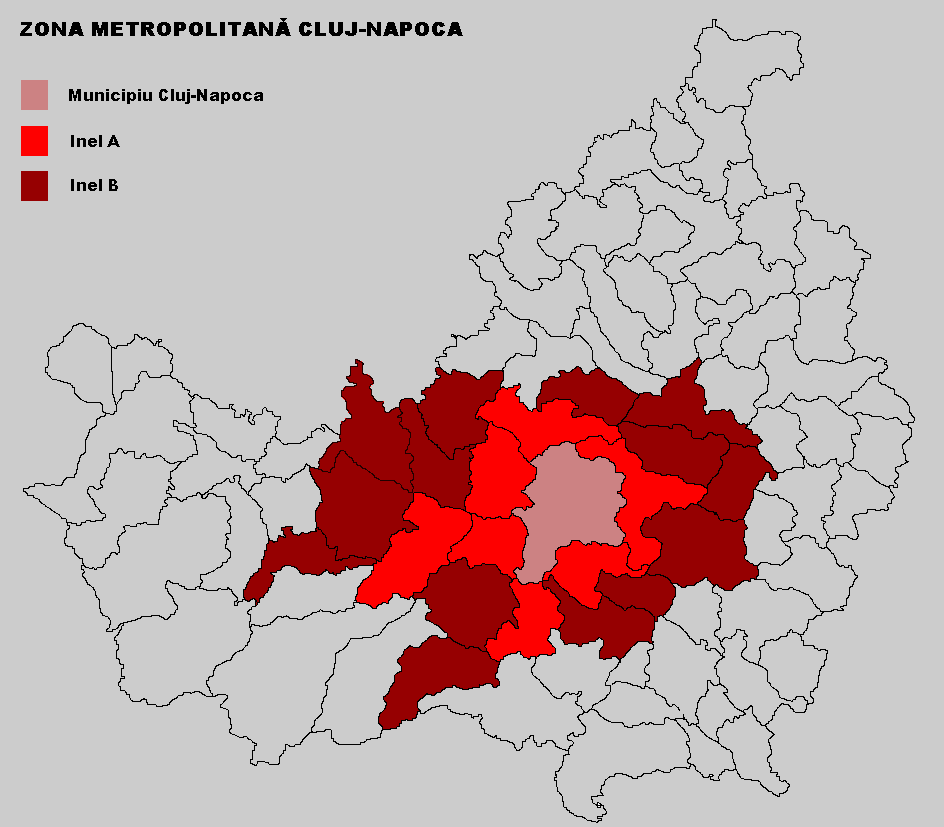
Lage der Metropolregion im Kreis Cluj

Cluj-Napoca ist Zentrum der gleichnamigen Metropolregion (Zona metropolitană Cluj-Napoca), zusammen mit siebzehn weiteren Kommunen der Umgebung. Die Gesamtbevölkerung des Großraumes beträgt ca. 380.000 Einwohner. Ziel ist die gemeinsame Entwicklung der Infrastruktur.

### Städtepartnerschaften

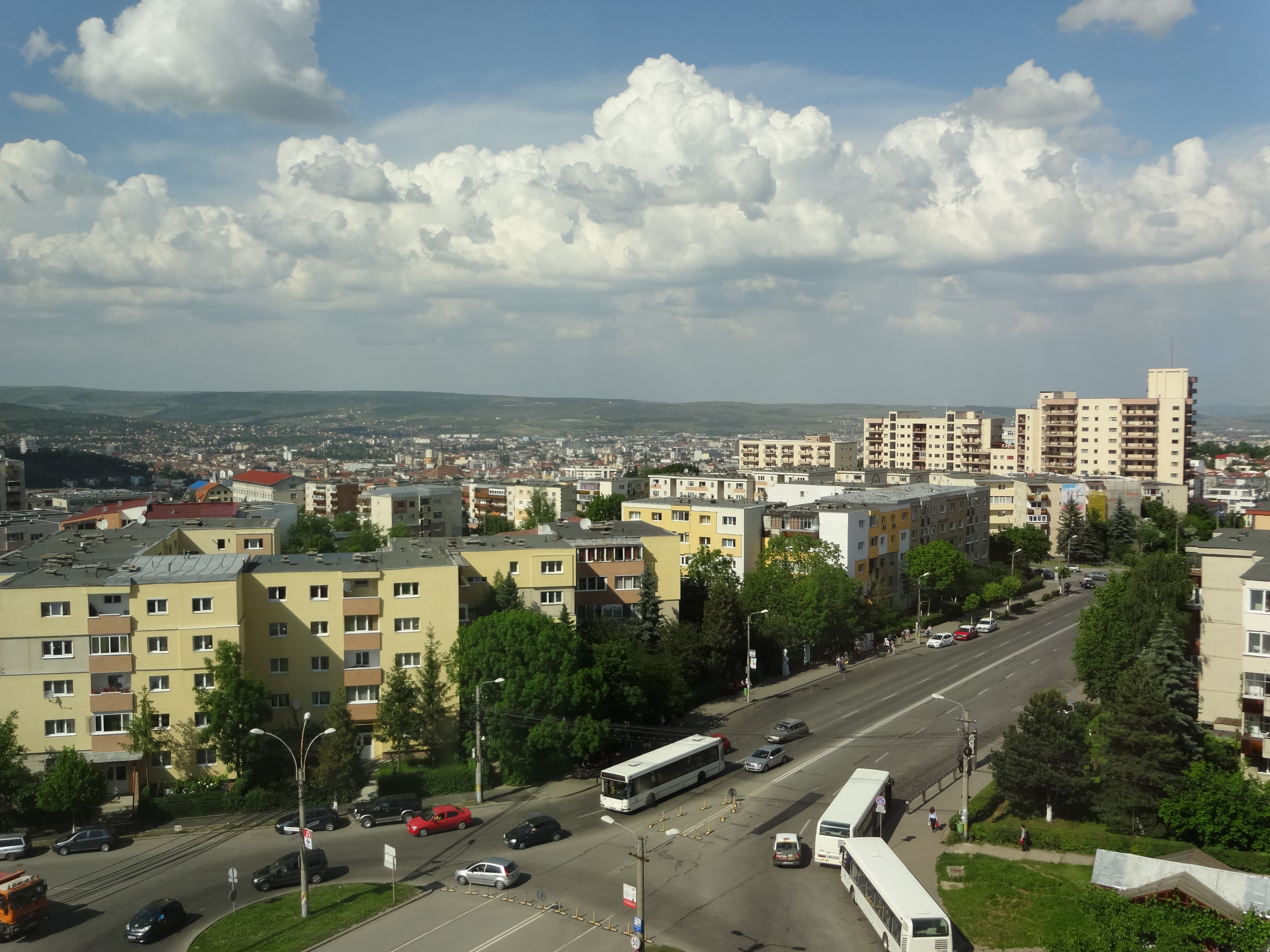
Blick über den Süden von Cluj-Napoca

Cluj-Napoca ist weltweit mit 20 Städten/Gebietskörperschaften durch Partnerschaften verbunden:
| Stadt           | Land                   | seit |
| --------------- | ---------------------- | ---- |
| Beʾer Scheva    | Israel                 | 1991 |
| Braga           | Portugal               | 2018 |
| Chacao, Caracas | Venezuela              | 1999 |
| Columbia        | Vereinigte Staaten     | 1991 |
| Dijon           | Frankreich             | 1965 |
| East Lansing    | Vereinigte Staaten     | 2005 |
| Eskişehir       | Türkei                 | 2020 |
| Köln            | Deutschland            | 1976 |
| Korça           | Albanien               | 2001 |
| Makati          | Philippinen            | 1996 |
| Namur           | Belgien                | 2010 |
| Nantes          | Frankreich             | 1990 |
| Ningbo          | Volksrepublik China    | 2014 |
| Provinz Parma   | Italien                | 2005 |
| Pécs            | Ungarn                 | 1990 |
| Qaraghandy      | Kasachstan             | 2017 |
| Rockford        | Vereinigte Staaten     | 2005 |
| Rotherham       | Vereinigtes Königreich | 2006 |
| São Paulo       | Brasilien              | 2000 |
| Suwon           | Südkorea               | 1999 |
| Ungheni         | Moldau                 | 2016 |
| Viterbo         | Italien                | 2009 |
| Zagreb          | Kroatien               | 1976 |
| Zhengzhou       | Volksrepublik China    | 1994 |

## Bildung

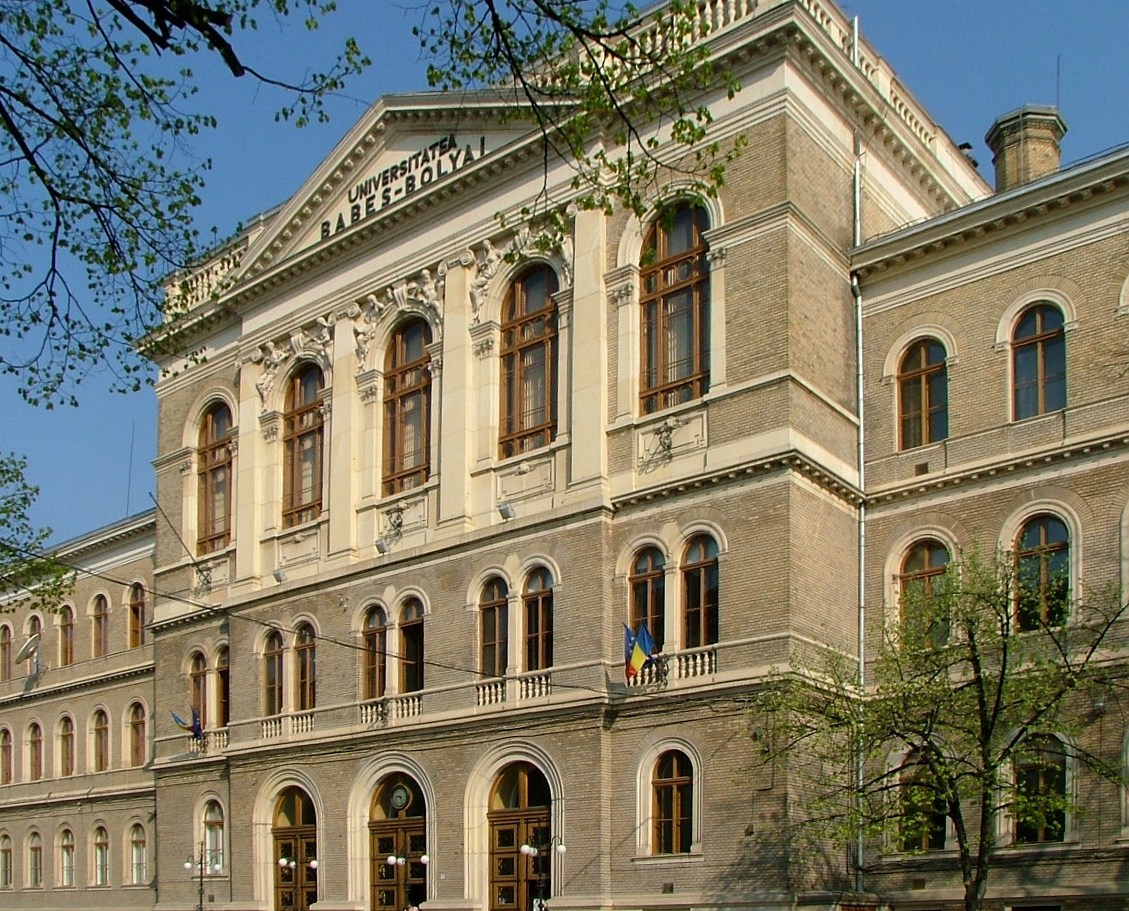
Hauptgebäude der Babeș-Bolyai-Universität

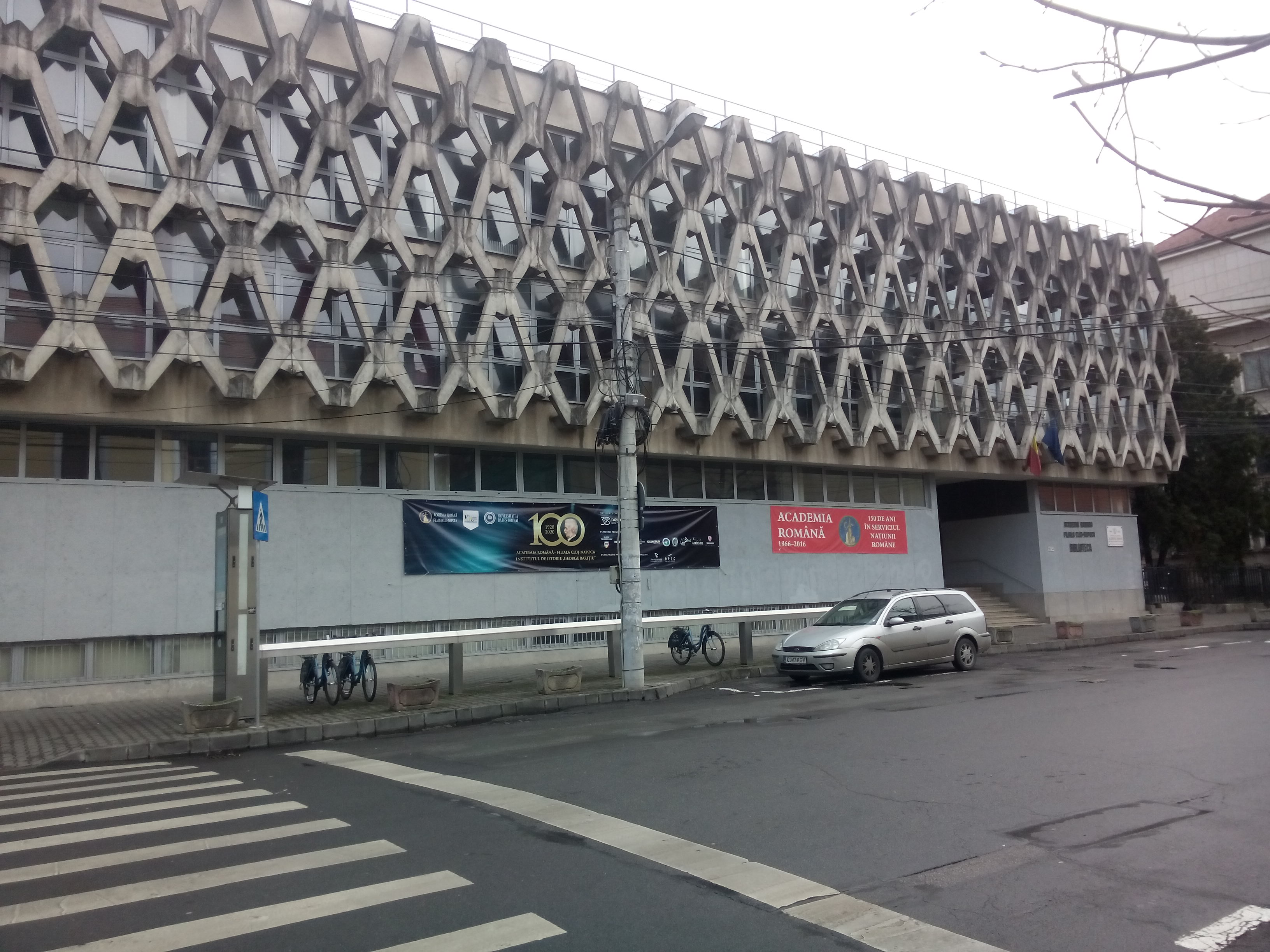
Nebengebäude der Babeș-Bolyai-Universität

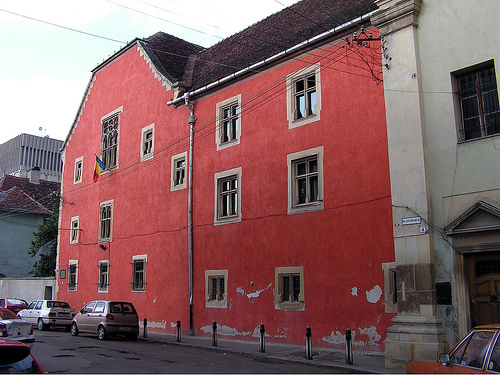
Musiklyzeum Sigismund Toduță

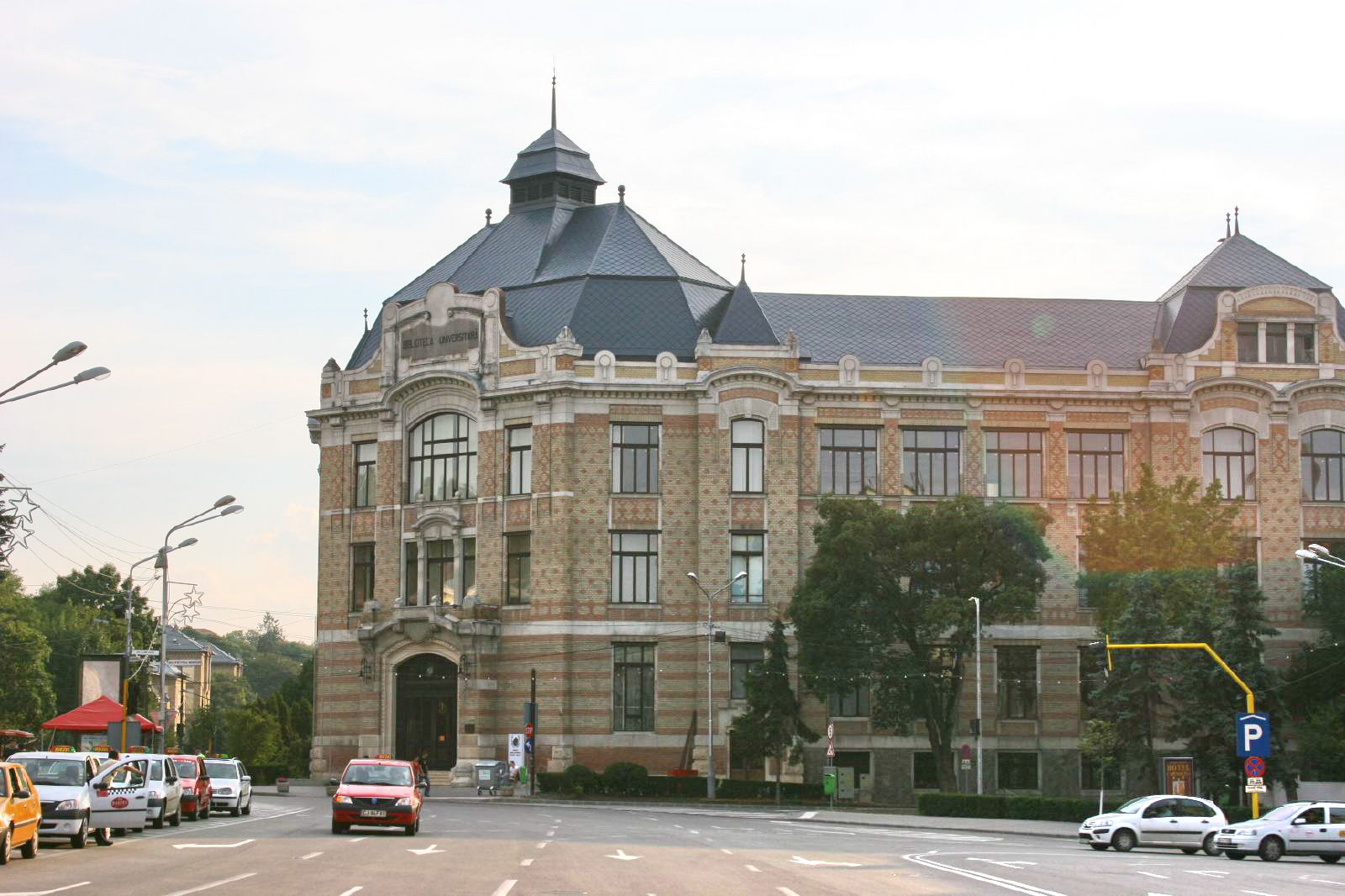
Universitätsbibliothek Lucian Blaga

### Universität und Akademien
Besonders in den Vorlesungszeiten ist der Charakter Clujs als Universitätsstadt durch seine Studenten unverkennbar. Die Babeș-Bolyai-Universität, mit über 45.000 Studenten die größte unter den sechs staatlichen Hochschulen der Stadt, ist in der Region Ost- bzw. Ostmitteleuropa von Bedeutung. Als dreisprachige Universität – rumänisch, ungarisch und deutsch – ist sie eine Seltenheit in Europa. Die Universität wurde 1872 gegründet, ihre Geschichte reicht bis ins 16. Jahrhundert. So nennt auch ihr heutiges Siegel 1581 als Entstehungsjahr des Jesuitenkollegs, dessen Gründung auf Initiative Stephan Báthorys erfolgte.
Die Universität für Agrarwissenschaften und Veterinärmedizin (USAMV) existiert seit 1869. Die weiteren staatlichen Hochschulen bzw. ihre jeweiligen Vorgänger sind Gründungen aus der Zwischenkriegszeit: Technische Universität Cluj-Napoca, Medizinische und Pharmazeutische Universität Iuliu Hațieganu, Universität für Kunst und Design, Musikakademie Gheorghe Dima. Seit den 1990er Jahren entstanden Privathochschulen. Hierzu gehört die 2001 gegründete ungarischsprachige Sapientia-Universität von Transsilvanien.
In der Innenstadt befindet sich eine Zweigstelle der Rumänischen Akademie mit Hauptsitz in Bukarest. Die Akademie führt insgesamt elf Einrichtungen in Cluj. Darunter befinden sich das Zentrum für Siebenbürgische Studien, das Folklore-Archiv mit Sammlungen rumänischer, ungarischer und siebenbürgisch-sächsischer Volkskunst, das Astronomische Institut mit einer Sternwarte sowie das Tiberiu-Popoviciu-Institut für Numerik.

### Staatliche Hochschulen
- Babeș-Bolyai-Universität
- Technische Universität
- Landwirtschaftliche und Veterinärmedizinische Universität
- Medizinische und Pharmazeutische Universität Iuliu Hațieganu
- Universität für Kunst und Design
- Musikakademie Gheorghe Dima

### Private Hochschulen
Einige private bzw. kirchliche Universitäten:
- Christliche Universität Dimitrie Cantemir
- Protestantisch-Theologisches Institut
- Sapientia-Universität (größte ungarischsprachige Privathochschule Rumäniens)

### Schulen
Es gibt etwa dreißig Lyzeen (Gymnasien) in Cluj, darunter gemäß der religiösen Vielfalt der Stadt verschiedene kirchliche, das Musiklyzeum Sigismund Toduță, das Kunstlyzeum Romulus Ladea, das Octavian-Stroia-Lyzeum für Tanz und Schauspiel, ein Waldorf- sowie ein Blindenlyzeum. Darüber hinaus existieren Kindergärten, Schulen im Primarbereich, spezielle ‚Berufsschulen‘, z. B. der Eisenbahn, und das George-Coșbuc-Nationalkolleg, in dem alle zwölf Klassenstufen unterrichtet werden.
Mehrere Schulen und Kindergärten sind ungarisch oder haben ungarische Sektionen. Am Nationalkolleg gibt es neben der rumänischen eine deutschsprachige Sektion mit jeweils zwei bis drei deutschen Klassen pro Stufe. Es ist Partnerschule der Bundesrepublik Deutschland.

### Bibliotheken
- Kreisbibliothek Octavian Goga
- Universitätsbibliothek „Lucian Blaga“ mit der zentralen Bibliothek, Zweigstellen und Sondereinrichtungen (amerikanische, britische, deutsche und österreichische Bibliothek sowie Bibliothek für Jüdische Studien)
- Bibliothek der Rumänischen Akademie
- Bibliotheken der Kulturinstitute

## Kunst und Kultur

### Überblick
Cluj ist eines der wichtigen kulturellen Zentren Siebenbürgens bzw. Rumäniens. Die historischen Gebäude in der weitgehend erhaltenen Altstadt zeugen von der kulturellen Vergangenheit der Stadt.
Dass das künstlerische Handwerk im mittelalterlichen Klausenburg hoch entwickelt war, zeigen die Brüder Georg und Martin von Klausenburg, die zu den wichtigsten europäischen Bildhauern des 14. Jahrhunderts zählen. Von ihnen stammt das Reiterstandbild des Heiligen Georg für den Prager Hradschin (1373). Für Form und Technik der Statue, deren Kopie in der Innenstadt von Cluj steht, gab es zur damaligen Zeit keine Entsprechung.

### Theater und Film

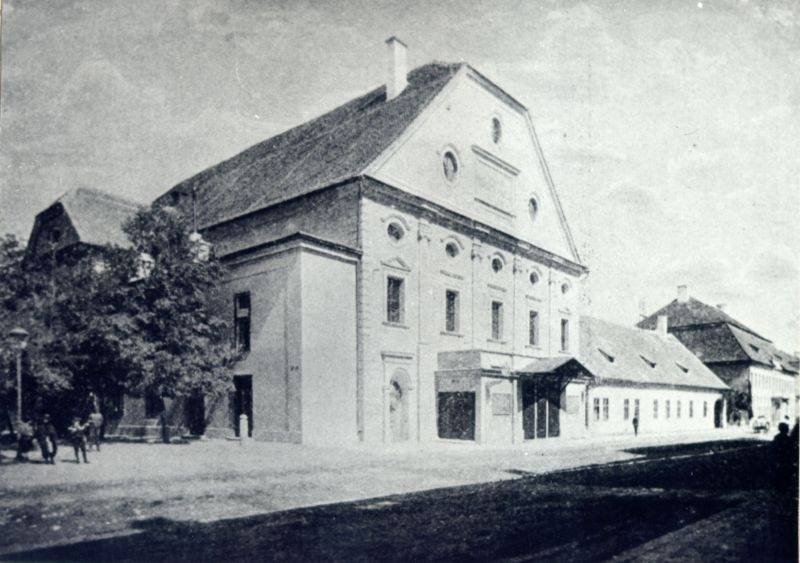
Erstes Theaterhaus der Stadt, später abgerissen

1792 wurde hier die erste ungarischsprachige Theatergruppe Siebenbürgens gegründet, 1821 folgte der Bau eines eigenen Theatergebäudes. Nach den Plänen des Wiener Architekturbüros Fellner & Helmer wurde in den Jahren 1904 bis 1906 das Nationaltheater errichtet. Anfang des 20. Jahrhunderts war Klausenburg ein Zentrum für Stummfilm-Produktionen, hier wirkten u. a. der Regisseur Michael Curtiz und Alexander Korda. Prägend waren die Initiativen von Jenő Janovics, seit 1902 Theaterdirektor in der Stadt, der sich für das Medium Film einsetzte.
Heute knüpfen zwei Theaterhäuser – das rumänische Nationaltheater (Teatrul Național Lucian Blaga) und das Ungarische Staatstheater (Teatrul Maghiar de Stat) – sowie das seit 2002 jährlich stattfindende Internationale Filmfestival Transilvania (TIFF) an diese Tradition an. Weiterhin gibt es ein Puppentheater (Teatrul de Păpuși „Puck“).
Cluj verfügt über fünf Kinos, darunter die drei ‚klassischen‘ Häuser Florin Piersic (früher Republica), Arta und Victoria in der Innenstadt, die schon zu kommunistischen Zeiten existierten und heute neben internationalen Kinofilmen teils auch kleinere Filmproduktionen zeigen. Zwei Multiplex-Kinos wurden 2008 bzw. 2009 eröffnet.

### Oper und Musik

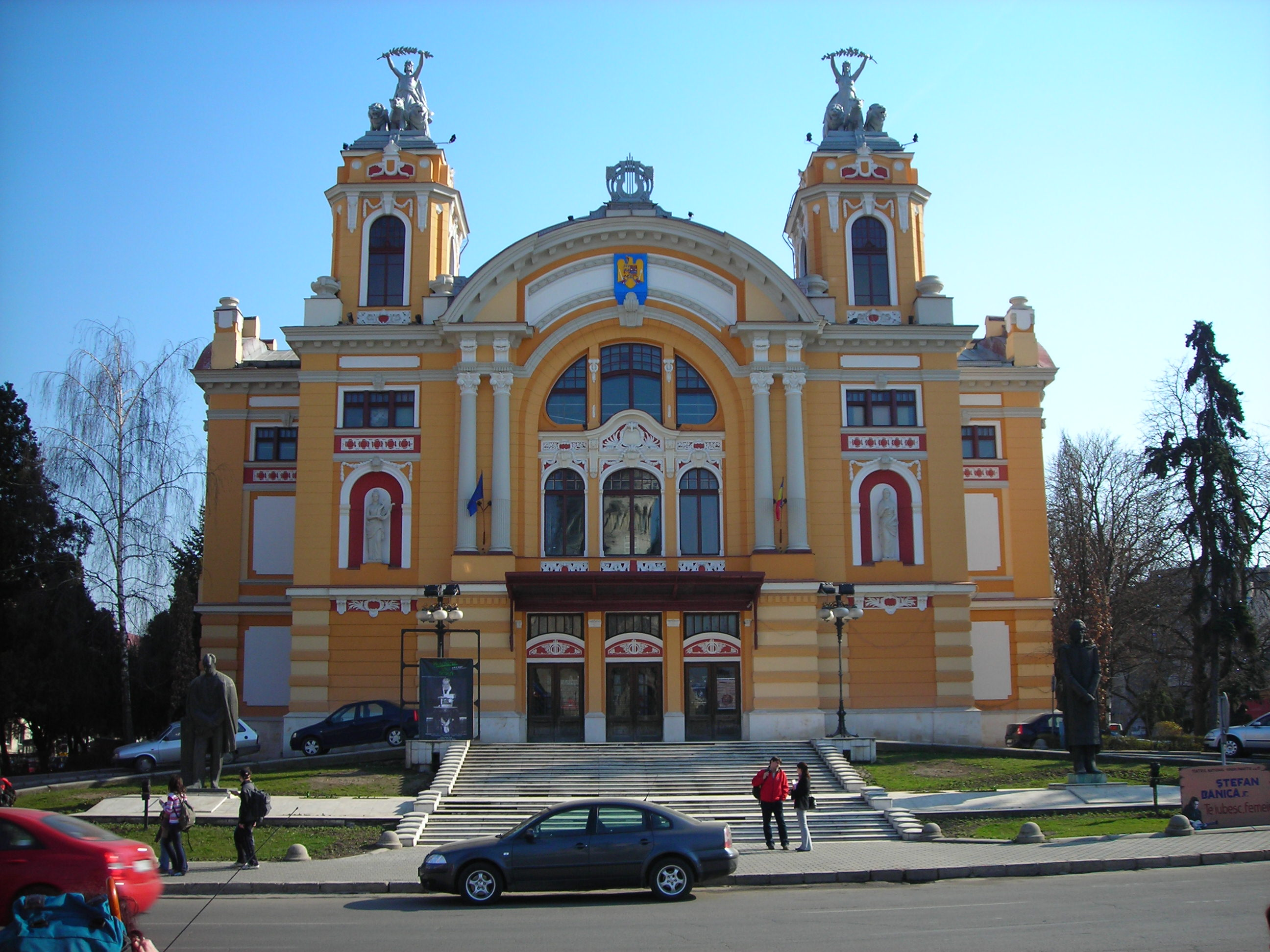
Rumänische Nationaloper und Nationaltheater

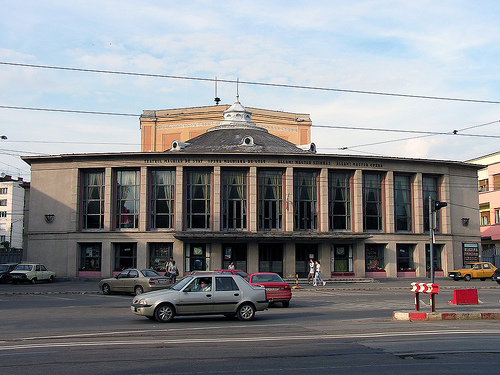
Ungarische Oper und Staatstheater

Wie auch im Theaterbereich gibt es ein eigenes Opernhaus für die ungarische Minderheit (Opera Maghiară) neben der Rumänischen Nationaloper (Opera Națională Română). Klausenburg erlebte 1822 die erste Opernaufführung. Vor allem unter Janovics hat die Oper ab ca. 1900 eine moderne Entwicklung erfahren. Nachdem die Stadt nach dem Ersten Weltkrieg Rumänien zugesprochen wurde, wurde 1919 die rumänische Oper gegründet, die erste rumänischsprachige Aufführung erfolgte im Jahr darauf. Das ungarische Opernwesen blieb zwar als Teil des ungarischsprachigen Theaters erhalten, konnte aber nur unter Schwierigkeiten – weiterhin unter Führung Janovics’ – in der Zwischenkriegszeit bestehen. Die Ungarische Oper in ihrer heutigen, eigenständigen Form existiert seit 1948.
Die Transilvania-Staatsphilharmonie (Filarmonica de Stat Transilvania) wurde 1955 gegründet, zu ihr gehören neben dem Symphonieorchester ein Chor, ein Kammerorchester, das Streichquartett Transilvan und eine Folkloregruppe. Vorreiter der Philharmonie waren die jeweiligen Orchester der bereits älteren Theater- und Opernensemble. So gab es vor dem Zweiten Weltkrieg beispielsweise ein Orchestra Operei Naționale din Cluj – also ein Orchester der Oper. Tatsächlich eigenständig war das Goldmark-Orchester in den 1930er Jahren, in dem jüdische Gemeindemitglieder gemeinsam musizierten. 1947 wurde schließlich versucht, eine neue Philharmonie auf die Beine zu stellen. Die Filarmonica Ardealul hielt sich nur zwei Spielzeiten, bildete aber ein Fundament für die Gründung der Staatsphilharmonie kurz darauf.
Zu den herausragenden musikalischen Ereignissen des Jahres zählen das Mozart Festival für klassische Musik und das Transilvania Jazz Festival.
Es gibt eine Szene für elektronische Musik, die in Clubs aufgelegt wird. Das Untold Festival der Elektronischen Tanzmusik findet seit 2015 jährlich Anfang August im Central Park statt. Im Bereich der alternativen Rockmusik ist vor allem KUMM über die Stadtgrenzen hinaus bekannt.

### Museen

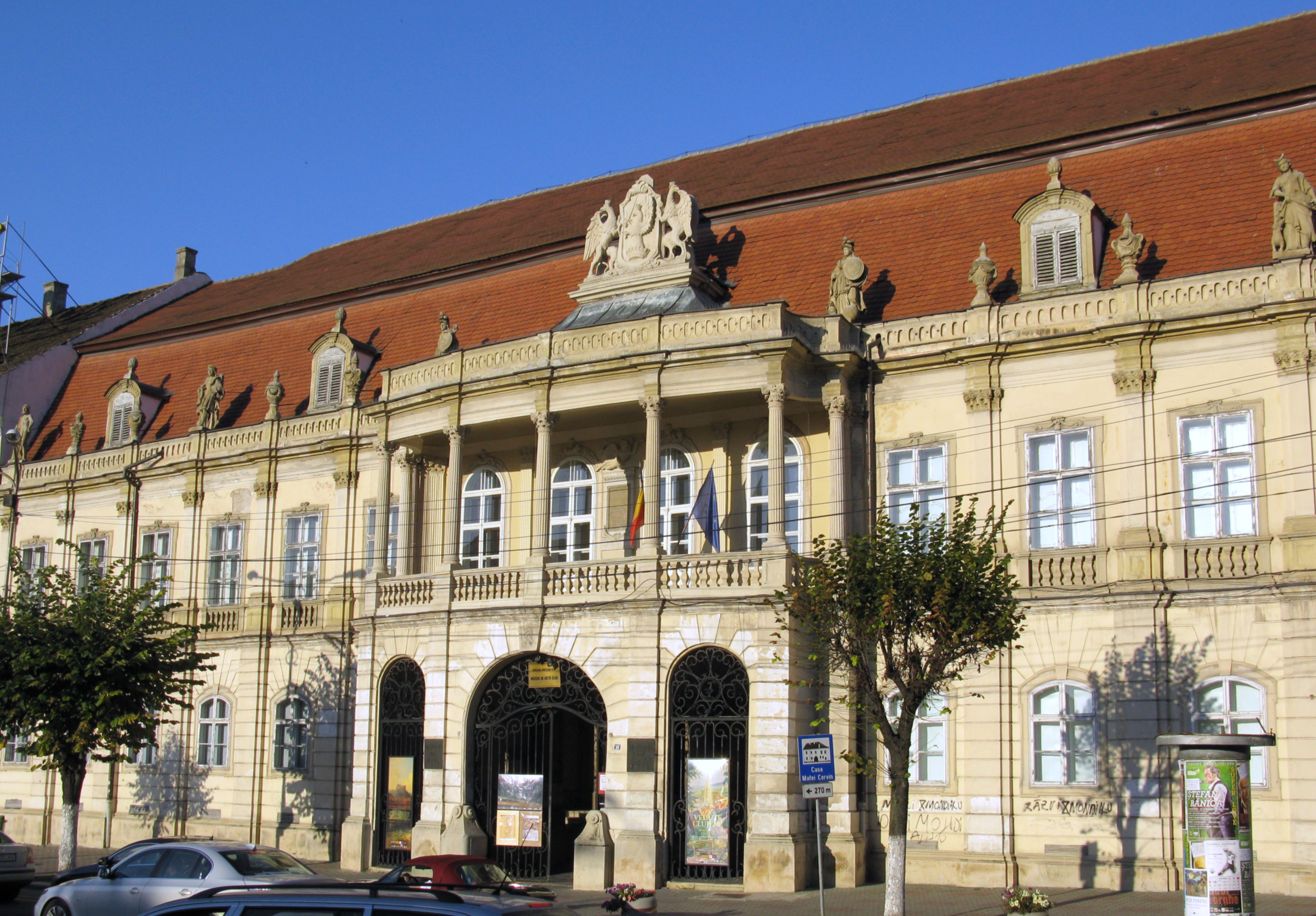
Bánffy-Palais (Museum für Kunst)

In der Stadt gibt es eine Reihe von Museen:
- Museum für Kunst (Muzeul de Artă) im Bánffy-Palais
- Nationalmuseum der Geschichte Siebenbürgens (Muzeul Național de Istorie a Transilvaniei)
- Siebenbürgisches Ethnographisches Museum (Muzeul Etnografic al Transilvaniei)
- Freilichtmuseum Romulus Vuia (Parcul etnografic național Romulus Vuia)
- Apothekenmuseum (Muzeu de Farmacie)
- Museen der Babeș-Bolyai-Universität
  - Universitätsmuseum (Muzeul Universității)
  - Museum für Mineralogie (Muzeul de Mineralogie)
  - Botanisches Museum (Muzeul Botanic)
  - Paläontologisches Museum (Muzeul de Paleontologie-Stratigrafie)
  - Vivarium (Vivariu)
  - Zoologisches Museum (Muzeul Zoologic)
  - Muzeon, eine innovative Ausstellung zur jüdischen Geschichte die 2020 als private Initiative gegründet wurde.[31]

### Multikulturelles Zentrum

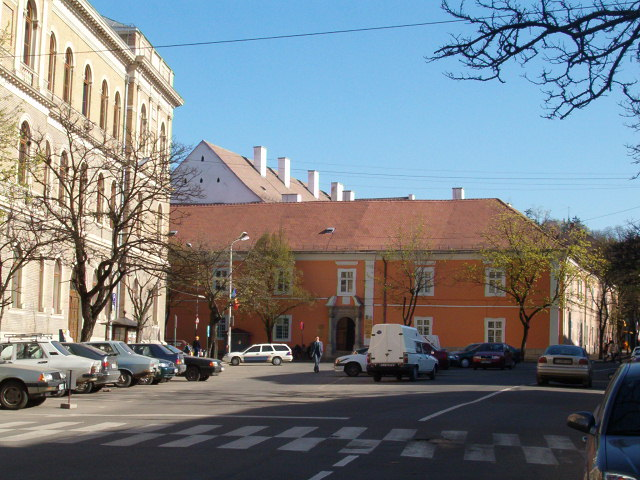
Deutsches Kulturzentrum Klausenburg

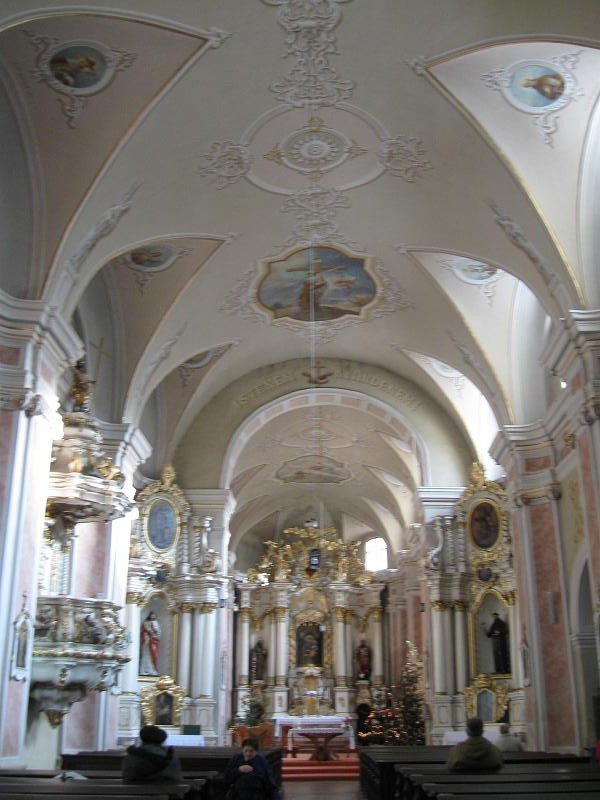
Franziskaner-Kirche

Durch seine starke magyarische Bevölkerungsgruppe ist Cluj einer der Kristallisationspunkte der ungarisch-siebenbürgischen Kultur. So existieren ungarische Verlage, Buchhandlungen und Kultureinrichtungen.
An der Babeș-Bolyai-Universität ist ein Konfuzius-Institut, und an der Kreisbibliothek Octavian Goga befindet sich ein American Corner. Darüber hinaus gibt es neben dem deutschen ein französisches, ein italienisches und ein japanisches Kulturzentrum sowie eine Filiale des British Council.

### Kulturfestivals
- Comedy Cluj Film Festival
- Serile Filmului Gay Gay Film Festival
- Festival Temps d’images
- Puck Marionettentheater Festival
- Experimentelles Theater Festival
- Toamna Muzicală Clujeană Klassische Musik Festival
- SoNoRo Kammermusik Festival
- Transeuropa Festival
- Transilvania International Film Festival
- Transilvania International Guitar Festival
- Transilvania Jazz Festival
- Szent István internationale Folklore-Festival

### Gastronomie

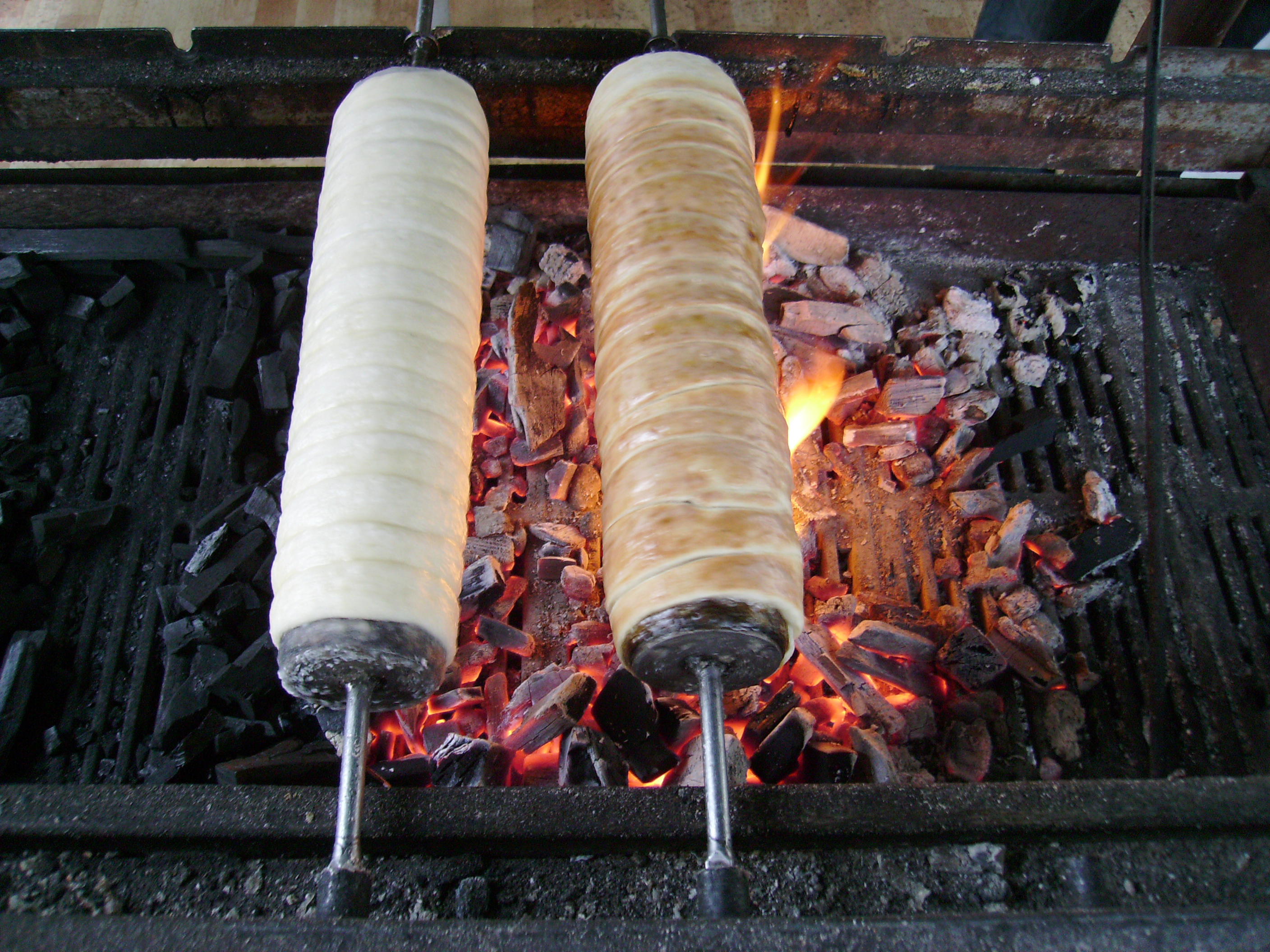
Kürtőskalács – Siebenbürgische Baumstriezel

Die traditionelle „Klausenburger Küche“ ist wie die gesamte siebenbürgische Küche von ungarischen, rumänischen, siebenbürgisch-sächsischen und österreichischen Einflüssen geprägt. So befinden sich in der Stadt beispielsweise auch einige Kaffeehäuser Wiener Art. Gerichte, die den Namen der Stadt tragen, sind das Klausenburger Kraut (Varză á la Cluj) und Klausenburger Speck.
Seit 1878 existiert die Ursus-Brauerei.

## Sport
Der CFR Cluj ist der gegenwärtig erfolgreichste Fußballklub der Stadt. Er spielt in der höchsten rumänischen Liga 1 und gewann zuletzt 2020/2021 den Meistertitel. In der Stadt gibt es zwei große Fußballstadien: Das Dr.-Constantin-Rădulescu-Stadion des CFR Cluj sowie das Stadionul Clujana von Universitatea Cluj. Das neue Ion-Moina-Stadion des Munizipiums Cluj-Napoca ist 2011 eröffnet worden. Zeitweise erfolgreich war der nicht mehr bestehende Fußballverein Victoria Cluj.
Darüber hinaus existieren in Cluj-Napoca weitere erfolgreiche Teams in Mannschaftssportarten. Der rumänische Basketballmeister der Saison 2010/11 ist die Mannschaft von Universitatea Cluj-Napoca, die auch vorher schon mehrmals diesen Titel gewinnen konnte. Der nationale Meister der Saison 2018 im Cricket war der Cluj Cricket Club.
Zu den weiteren Sportstätten der Stadt zählen:
- Olympia-Schwimmhalle
- Sportarena Horea Demian
- Sportpark Iuliu Hațieganu
- Skateboard-Areal im Caragiale-Park

2017 fanden in Cluj-Napoca die Turn-Europameisterschaften statt.
2019 fand der WDF World Cup in Cluj-Napoca statt.
2021 fanden in Cluj-Napoca die Tischtennis-Europameisterschaften statt.

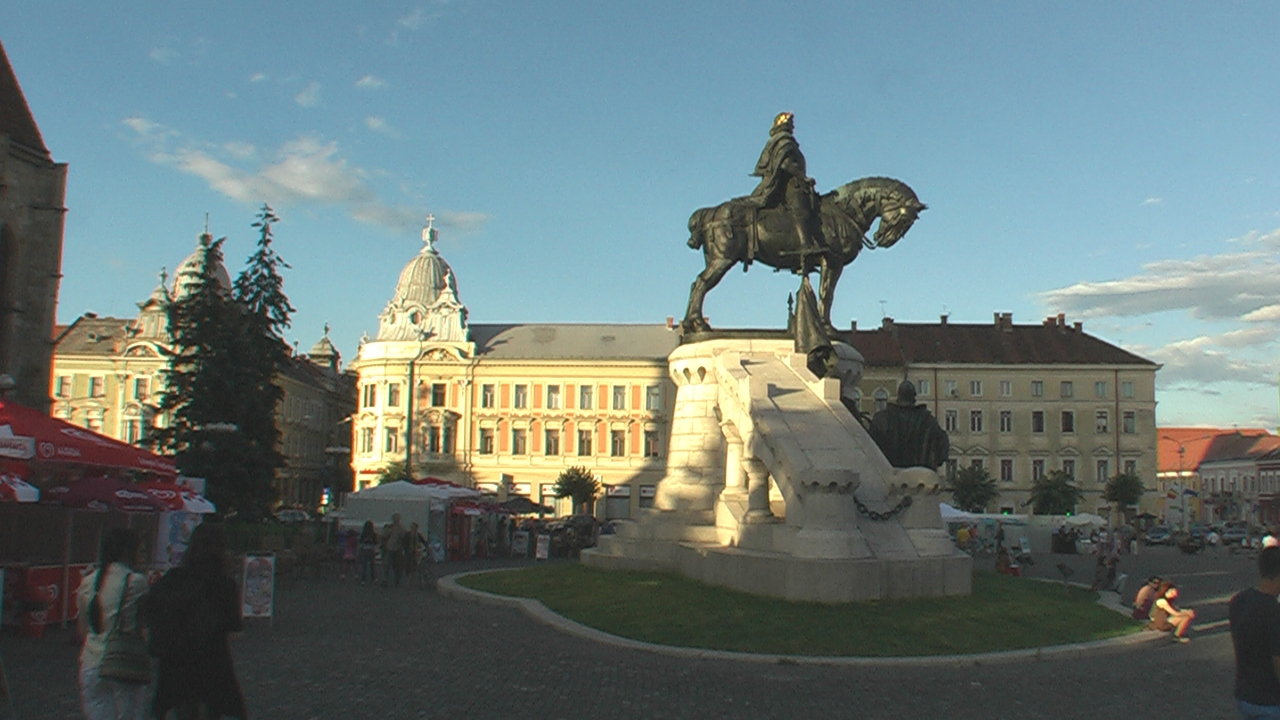
Reiterstandbild „Mathias Rex“

## Sehenswürdigkeiten

### Bauwerke

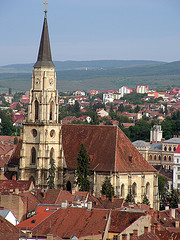
St.-Michaels-Kirche

Die bedeutenden Bauwerke von Klausenburg befinden sich vor allem in der Innenstadt, deren historische Gebäude aus der Zeit vor dem Zweiten Weltkrieg weitgehend erhalten geblieben sind. Ihre unterschiedlichen architektonischen Stile prägen das Stadtbild. Aus der älteren Zeit der Geschichte Klausenburgs sind die mittelalterliche Gotik, deren wichtigstes und bekanntestes Beispiel der Stadt die Michaelskirche ist, Renaissance-Bauten und die barocken Adelspaläste aus der Frühen Neuzeit charakteristisch. Im 19. Jahrhundert und Anfang des 20. Jahrhunderts entstanden zahlreiche repräsentative Gebäude im klassizistischen, eklektizistischen und Jugendstil.
Einige größere Gebäude entstanden zur Zeit des Kommunismus in der Innenstadt, etwa der Telephon-Palast im brutalistischen Stil, das Hotel Belvedere, die Bibliothek der Rumänischen Akademie und das Warenkaufhaus Central (heute moderne Fassade).

### Straßen und Plätze

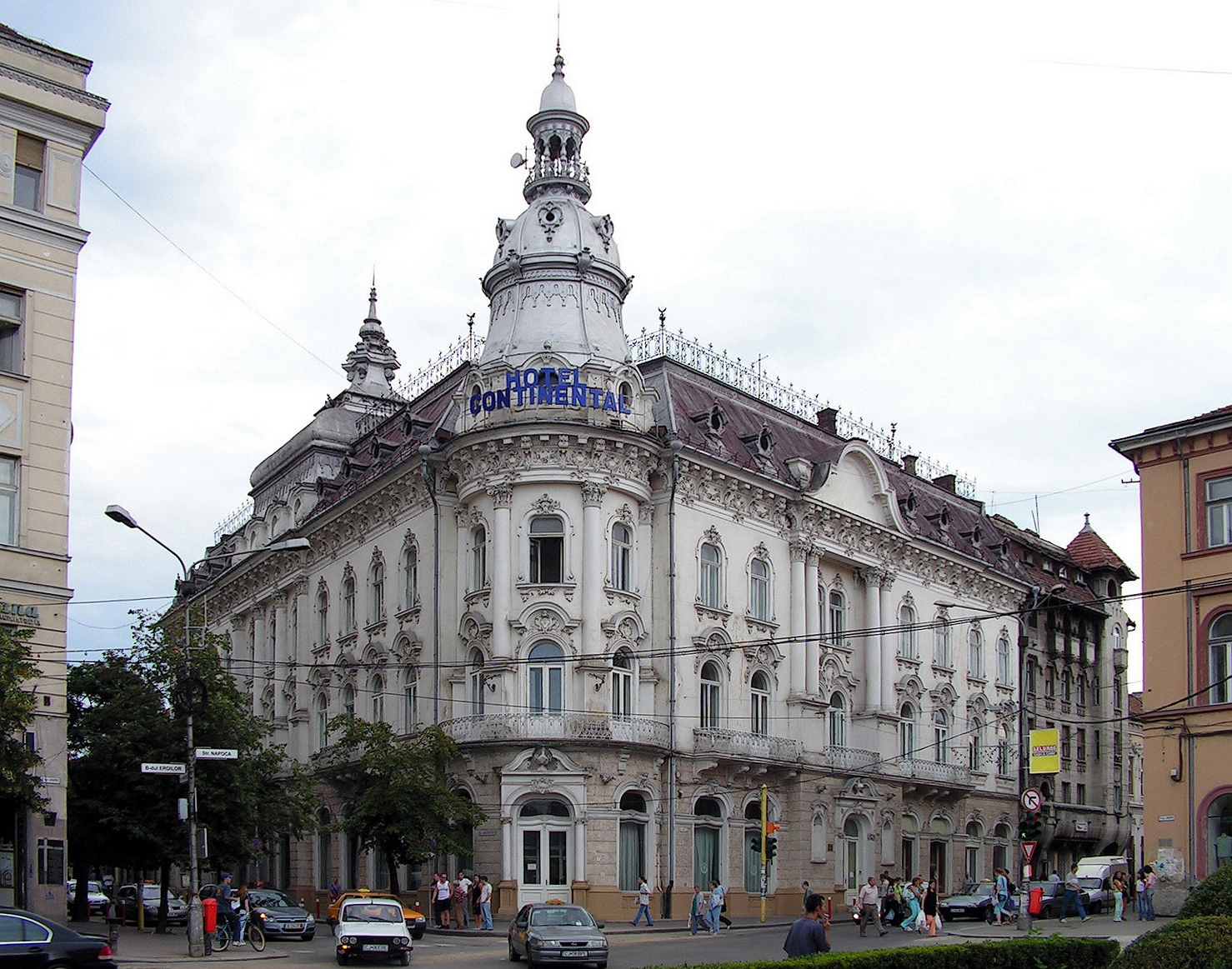
Hotel Continental (früher New York) an der Piața Unirii
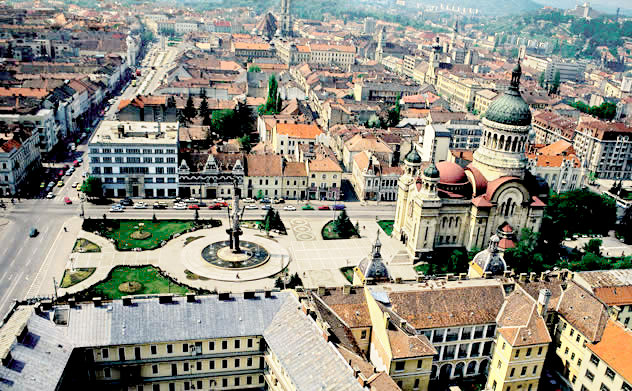
Blick auf den Avram-Iancu-Platz
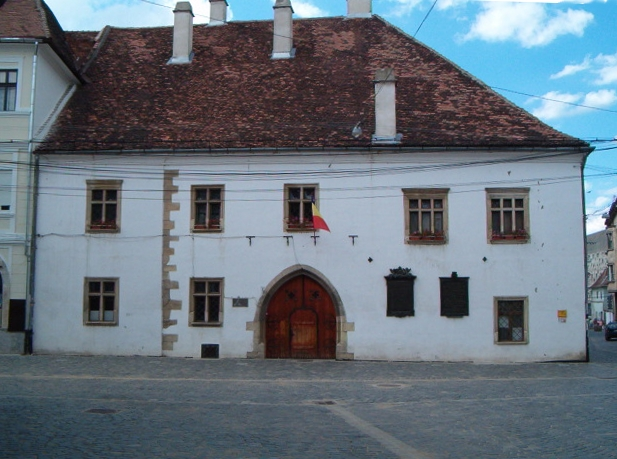
Geburtshaus des ungarischen Königs Matthias Corvinus
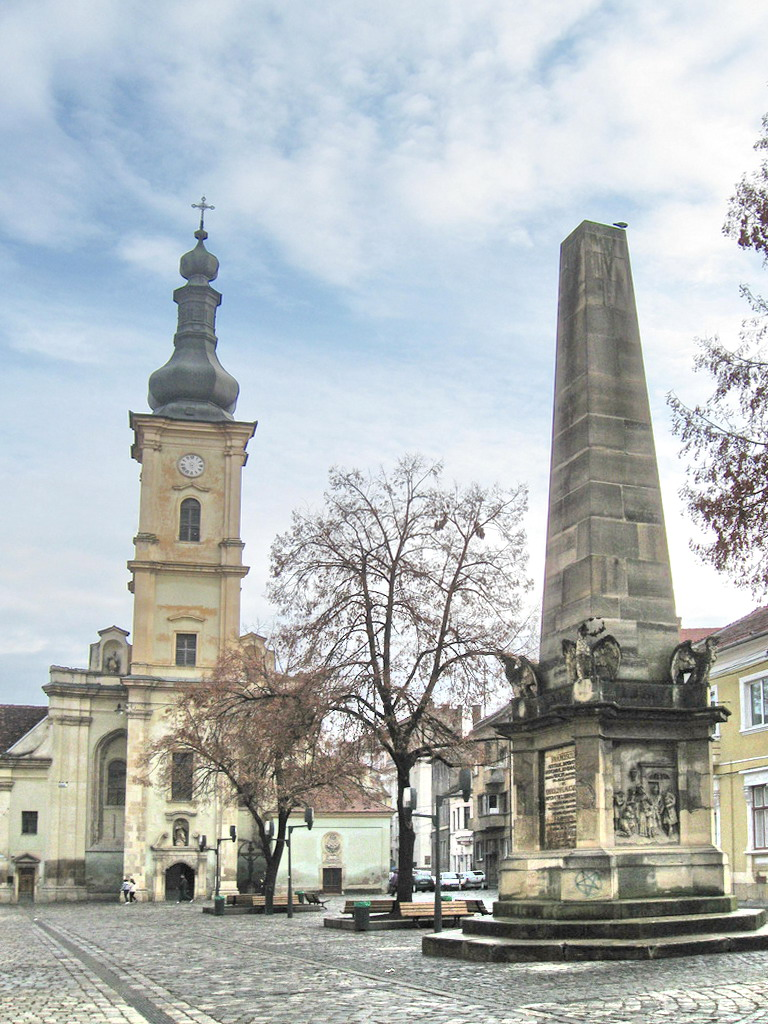
Piața Muzeului mit Franziskaner-Kirche
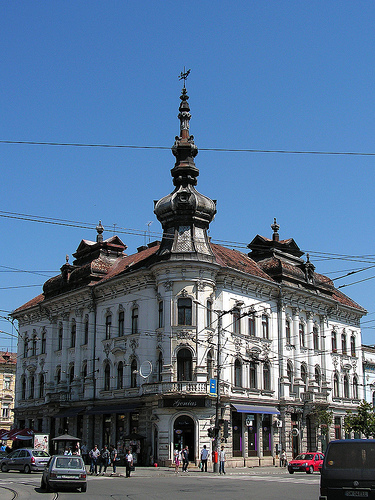
Das Palais Babos
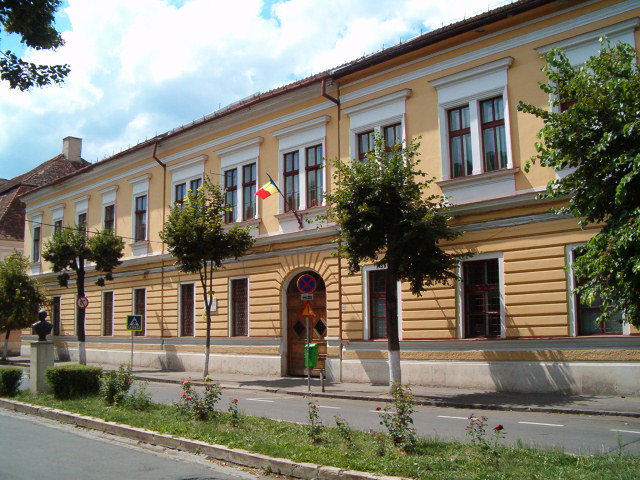
In der Strada Mihail Kogălniceanu
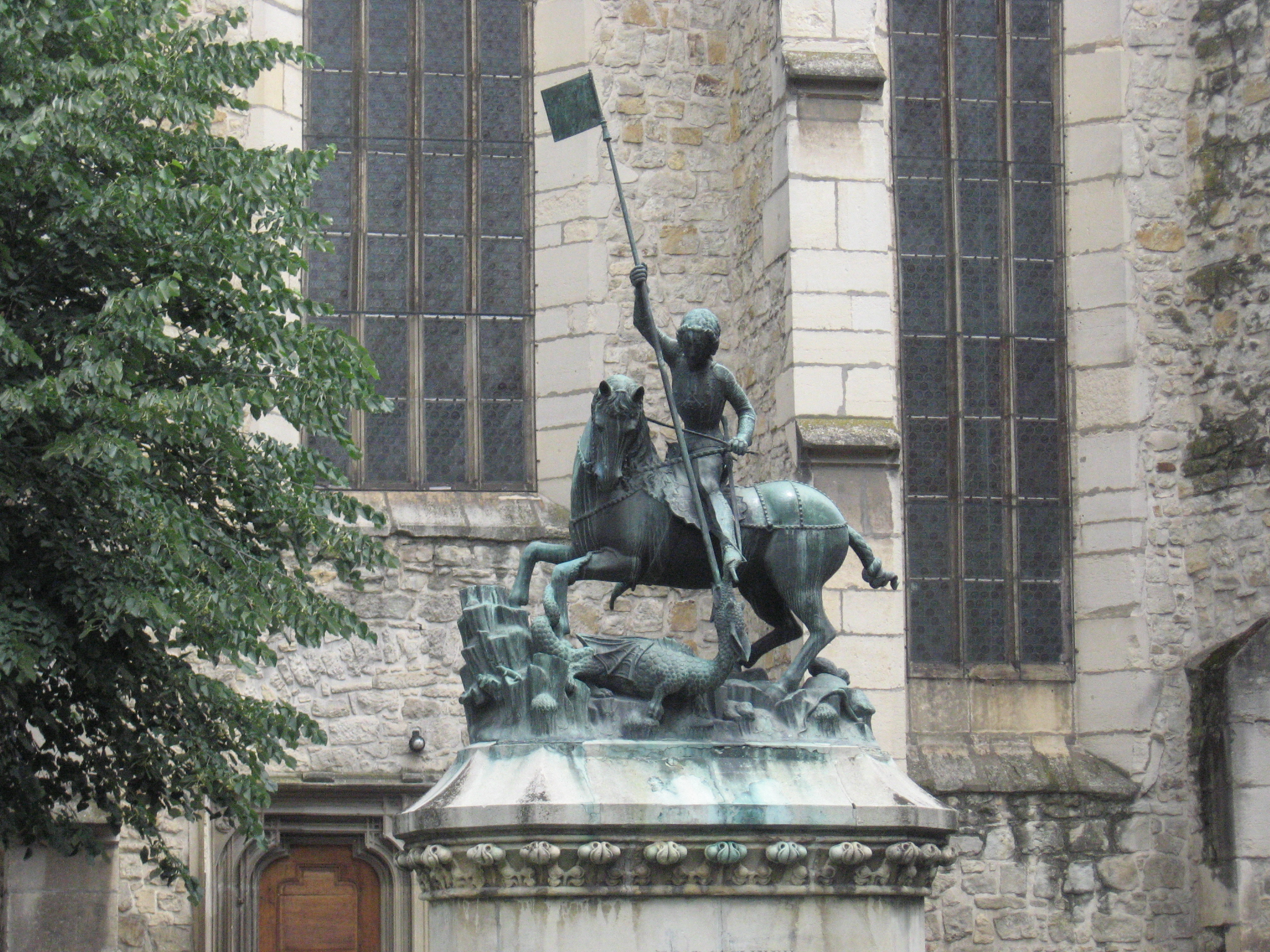
Reformierte Kirche mit Statue des Heiligen Georg
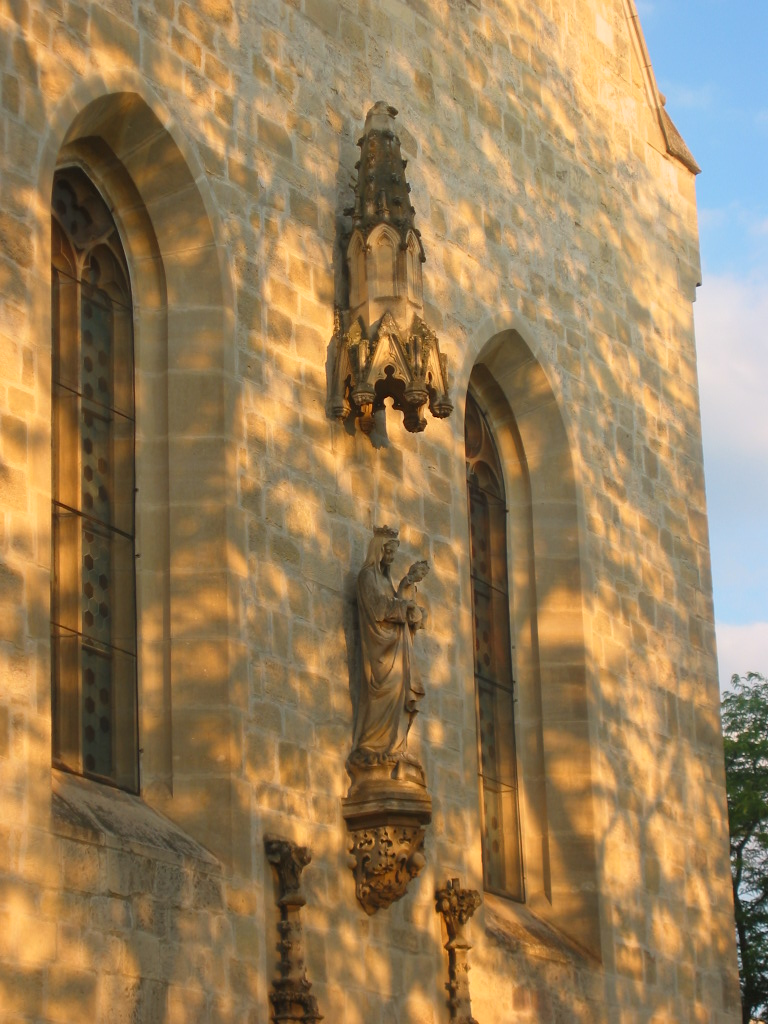
Kalvarien-Kirche
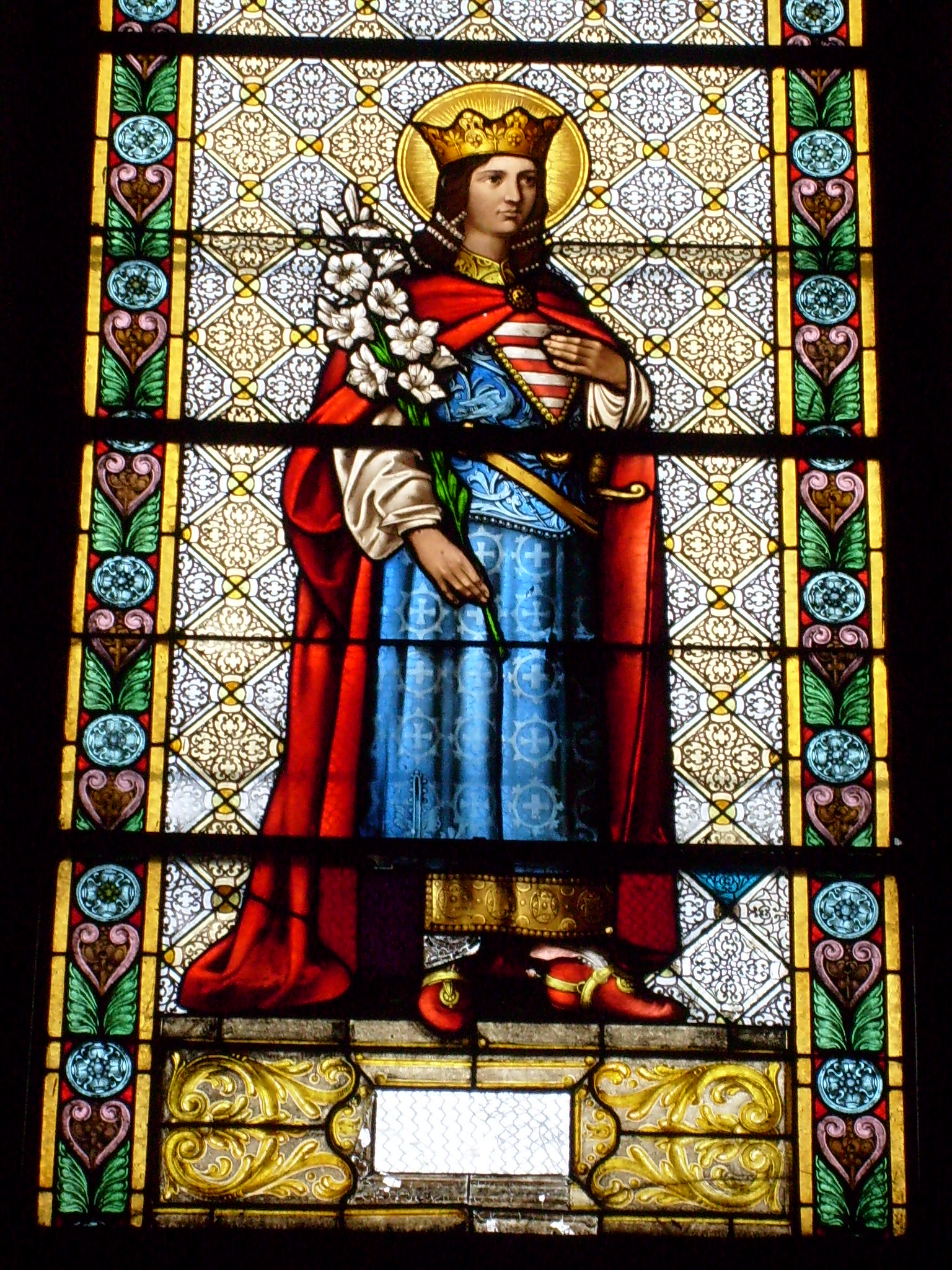
Jugendstil-Glasfenster aus der Minoritenkirche
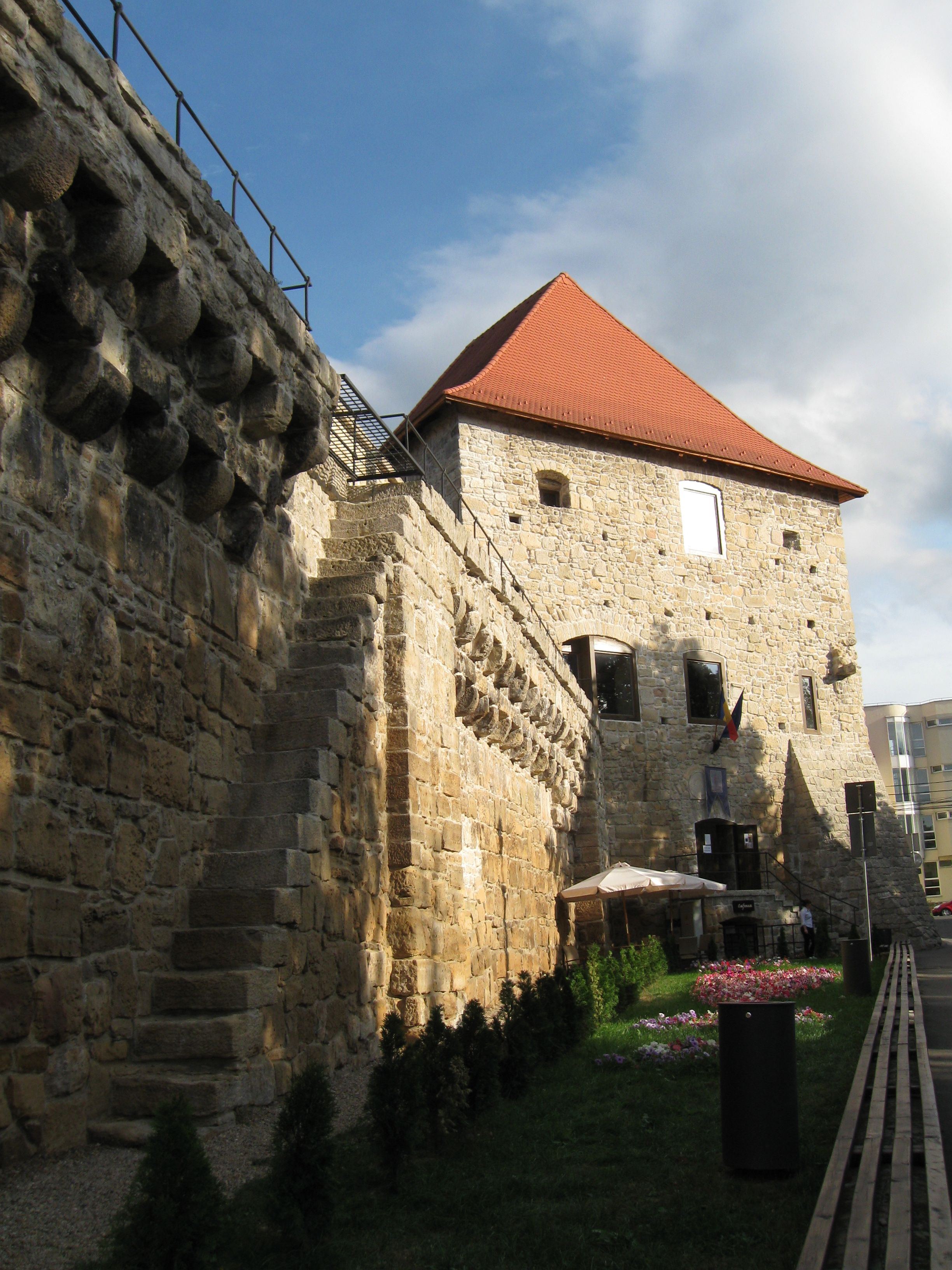
Schneiderbastei
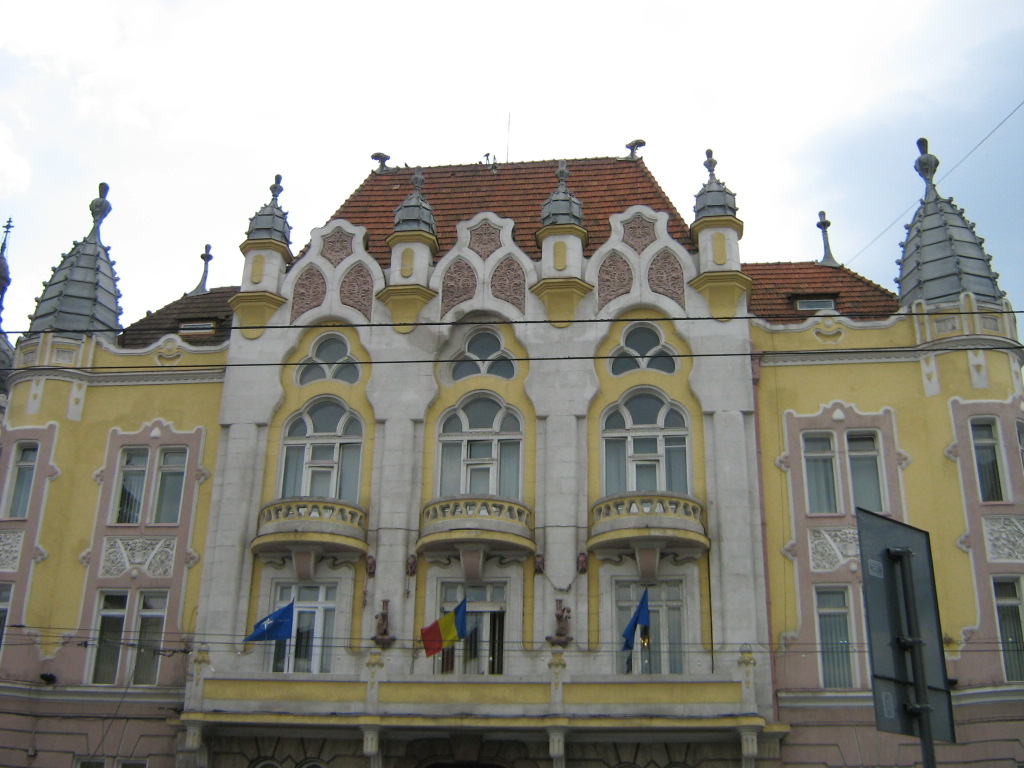
Präfektur des Kreises Cluj

Die drei zentralen Plätze der Innenstadt sind der Piața Unirii, der Piața Avram Iancu und der Piața Mihai Viteazul. Daneben gibt es einige weitere Straßenzüge und Orte mit besonders hoher Dichte an historischen Gebäuden.

#### Piața Unirii
Der Unirii-Platz (Platz der Einheit, dt. früher Hauptplatz) war früher ein großer Marktplatz. Auf ihm befindet sich mit der Michaelskirche ein Wahrzeichen der Stadt.
- Sankt Michaelskirche, errichtet 14./15. Jahrhundert (Turm Mitte 19. Jahrh.), wichtiges Beispiel gotischer Architektur in Rumänien, römisch-katholisch[32]
- Reiterstandbild von Matthias Corvinus (1902)
- Bánffy-Palais (um 1780), eines der wichtigsten Barockgebäude Siebenbürgens, heute Kunstmuseum
- Ehemaliges Hotel New York, später Hotel Continental, heute leerstehend
- Rhédey-Palais
- Jósika-Palais
- Mauksch-Hintz-Haus, heute Apothekenmuseum
- Wolphard-Kakas-Haus (1534–1600)
- Denkmal für die Opfer des Memorandumprozesses (1894)

#### Piața Avram Iancu
- Orthodoxe Kathedrale (1920–1930)
- Nationaltheater und -oper (1904–1906), erbaut nach Plänen von Fellner & Helmer, Neobarock mit Jugendstil-Elementen
- Ehemalige Industrie- und Handelskammer im Jugendstil, heute Präfektur des Kreises Cluj
- Orthodoxer Bischofspalast (1887), ehemalige Forstverwaltung, heute Sitz des Erzbistums Vad, Feleac und Cluj
- Protestantisch-Theologisches Institut (1894/95)
- Ehemalige Garnison, heute Schulinspektion
- Eisenbahndirektion (1887)
- Finanzpalast

#### Piața Mihai Viteazul
- Statue von Mihai Viteazul (Michael dem Tapferen) (1970er Jahre)
- Széki-Palast (1893)
- Babos-Palast
- Florin-Piersic-Kino (früher Republica), sozialistischer Bau

#### Piața Muzeului und Umgebung

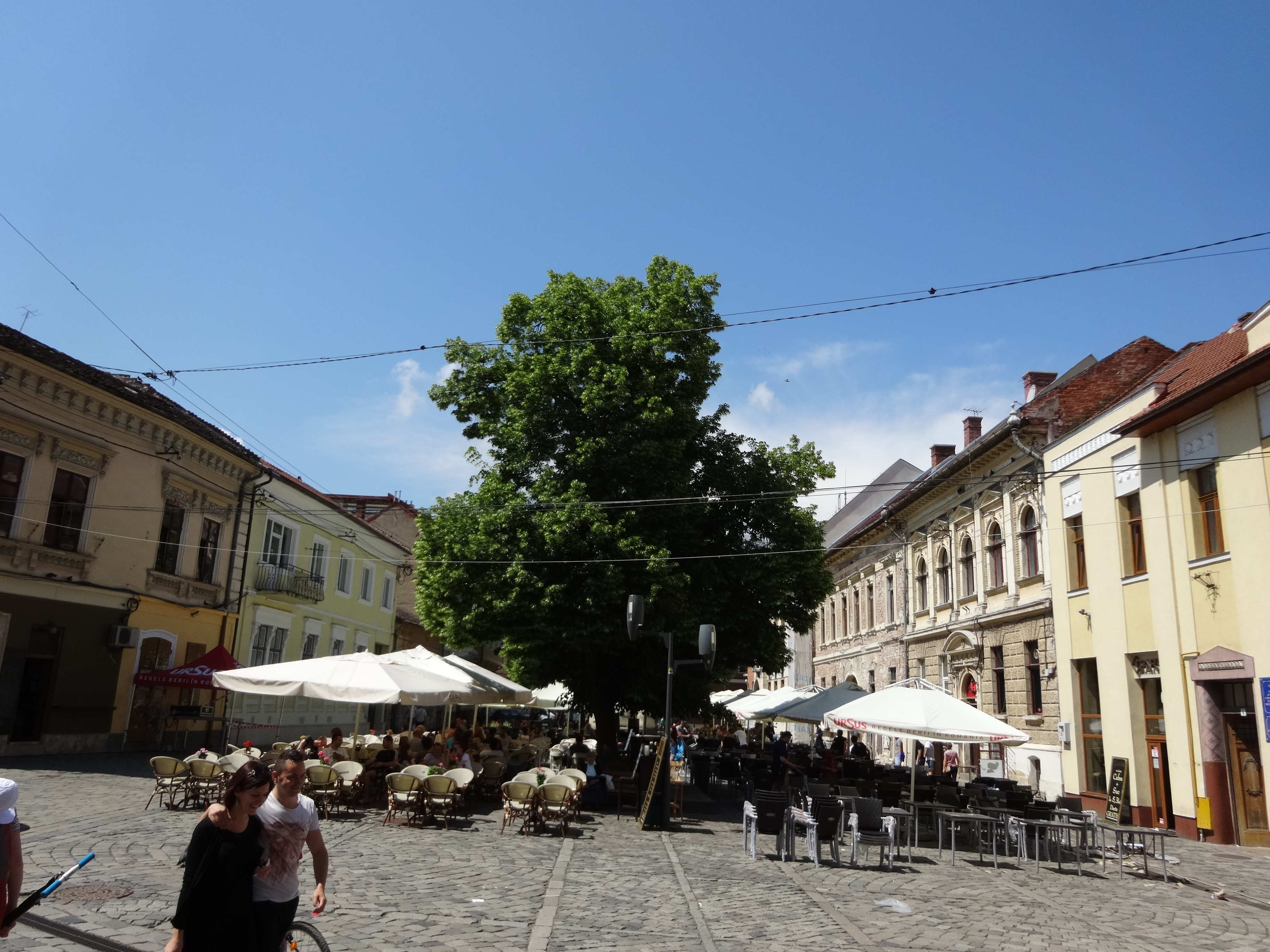
Museumsplatz

Der Museumsplatz und seine umliegenden Gassen bilden eine beliebte, autofreie Flaniermeile mit zahlreichen Cafés und teils mittelalterlichem Ambiente. An dieser Stelle stand die erste Burg der Stadt.
- Petrechevich-Horváth-Haus, heute Nationalmuseum für Siebenbürgische Geschichte
- Ehemaliges Franziskanerkloster (15. Jahrhundert), heute Musiklyzeum
- Franziskanerkirche (13. Jahrhundert), später gotisch verändert, Barock-Turm aus dem 18. Jahrhundert
- Geburtshaus von Matthias Corvinus (15. Jahrhundert)
- Geburtshaus von Stephan Bocskai (16. Jh.), heute Sapientia-Universität

#### Strada Horea
Die Horea-Straße führt von der Stadtmitte zum Bahnhof. Zahlreiche Gebäude entstanden in dem ehemals ungarisch-bürgerlich geprägten Viertel um 1900.
- Palais Berde
- Urania-Palast (1910), Jugendstil
- Ehemaliges Hotel Astoria, Jugendstil, heute Industrie- und Handelskammer
- Reformierte Synagoge (1887) mit Gedenktafel für die Deportierten des Holocaust
- Benkö-Haus
- Philologische Fakultät der Babeș-Bolyai-Universität
- Reformierte Millenniumskirche (1897/98)
- Bahnhofsgebäude (1902) am Bahnhofsvorplatz (Piața Gării)

#### Strada Mihail Kogălniceanu
- Babeș-Bolyai-Universität (19. Jahrhundert), Hauptgebäude
- István Báthory Lyzeum (1817–1821)
- Haus der Akademie (1937), Bauhaus-Stil
- diverse Herrenhäuser (18./19. Jahrhundert)
- Reformiertes Konvikt
- Bibliothek der Rumänischen Akademie sowie Nationalarchiv, sozialistische Bauten
- Statue des Heiligen Georg, Kopie der Statue auf der Prager Burg, die in Klausenburg angefertigt wurde
- Reformierte Kirche (um 1500), turmlos, bedeutende Orgel

### Weitere Bauwerke

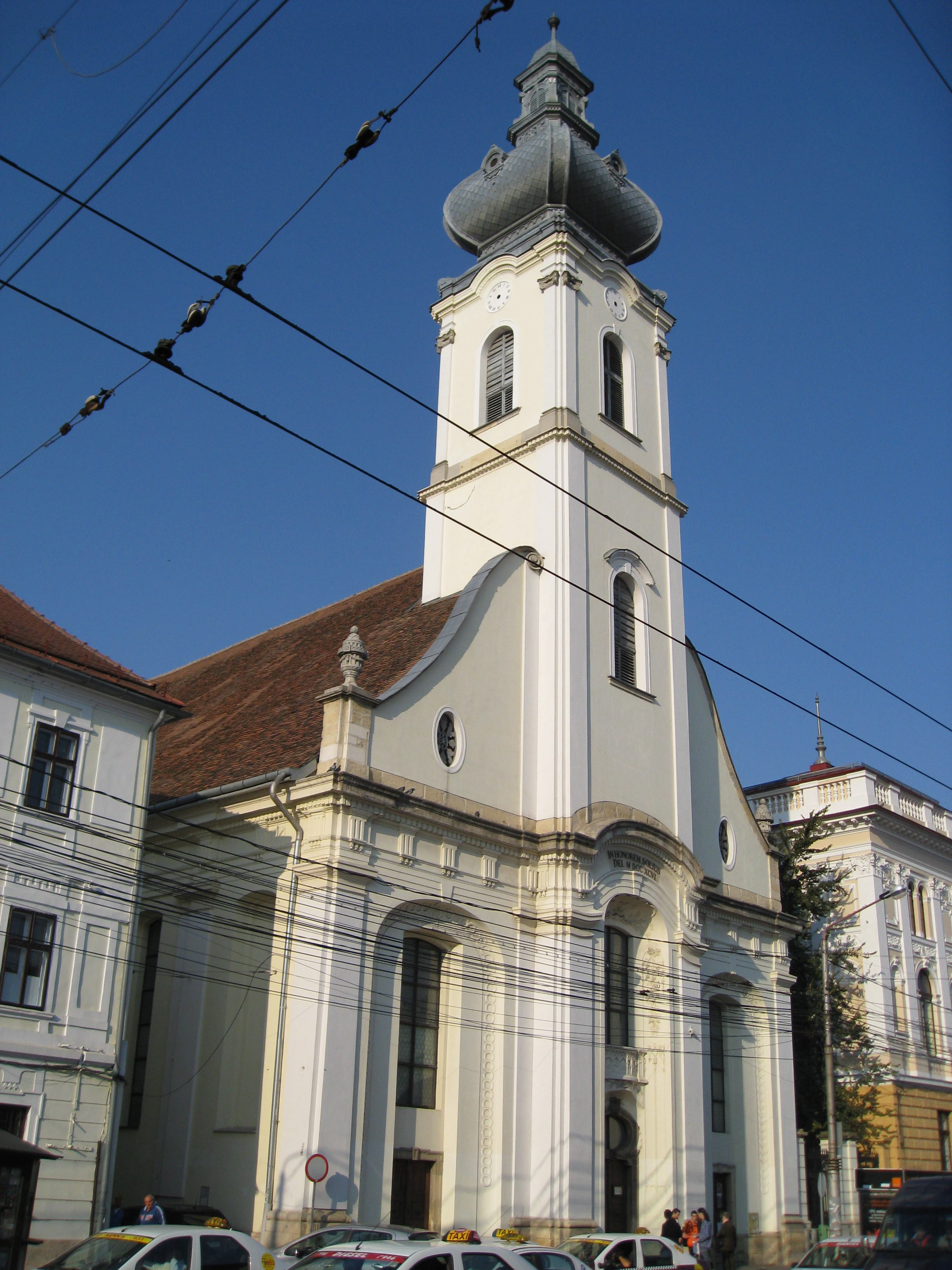
Unitarische Kirche

- Ehemaliges Piaristenkolleg (1734/35), heute u. a. Deutsches Kulturzentrum Klausenburg
- Ehemaliges Hotel Biasini, heute u. a. Kaffeehaus
- Hauptpostamt (1898)
- Rathaus (1896/97)
- Redoute-Palast (18. Jahrhundert), ehemaliger Konzertsaal (u. a. Johannes Brahms) und Ort siebenbürgischer Landtage, heute Ethnographisches Museum
- Feuerwehrturm (16. Jahrhundert), heute Feuerwehrmuseum
- Schneiderbastei, Reste der alten Stadtmauer
- Ehemalige Poalei-Tzedek-Synagoge, heute Kulturhaus
- Ehemalige Minoritenkirche (18. Jahrhundert), Jugendstil-Glasfenster, heute Kathedrale der griechisch-katholischen Eparchie Cluj-Gherla
- Piaristenkirche
- Reformierte Kirche in der Unterstadt (1828–1879)
- Reformierte Kirche „mit dem Hahn“ (Biserica cu Cocoș) (1913/14), Jugendstil
- Unitarierkirche (Kolozsvári unitárius templom), 1796, Barockstil, mit Denkmal für Franz David
- Kalvarienkirche im Stadtteil Mănăștur (Abtsdorf)
- Sankt Peterskirche (1844–1848) mit barockem Portal (1747) und Mariensäule (1744)

### Parks und Friedhöfe

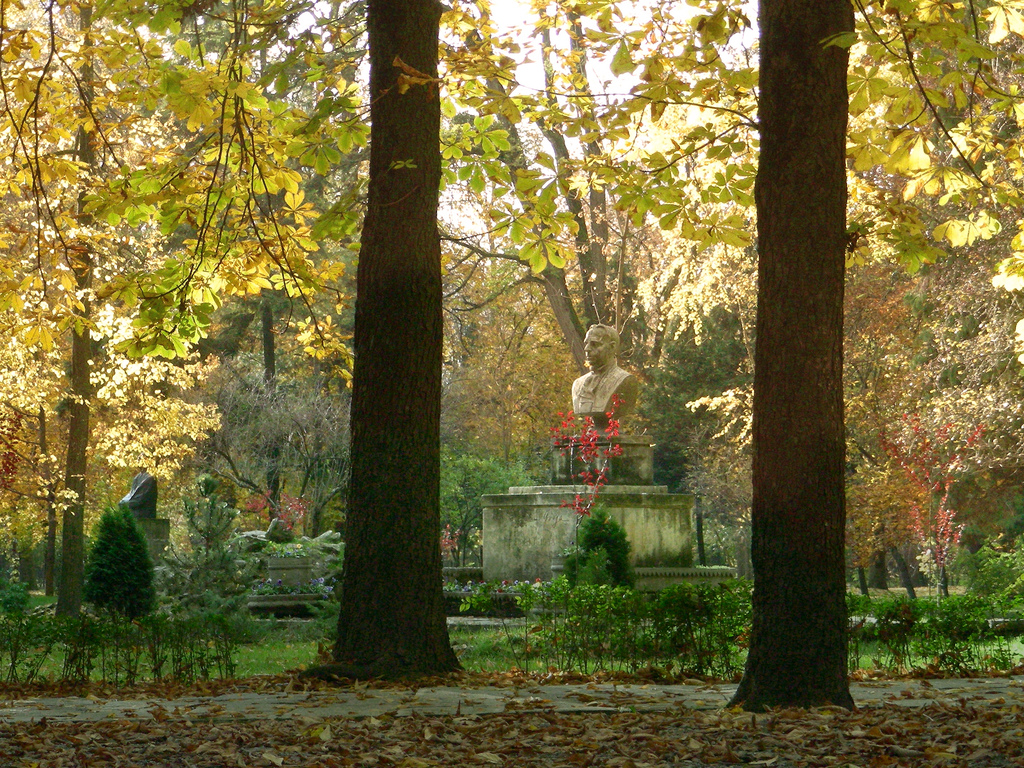
Stadtpark

1830 wurde der Stadtpark eröffnet, in dem sich ein künstlicher See befindet, im Sommer mit Ruderbootverleih, im Winter als Fläche zum Schlittschuhlaufen. Am Parkrand befinden sich ein Gebäude der Universität für Kunst und Design im Bauhaus-Stil und das Ungarische Staatstheater (1912).
Weitere Grünlagen und sehenswerte Friedhöfe der Stadt:
- Botanischer Garten, seit 1920, umfasst eine Fläche von 14 ha
- Zitadelle, liegt erhöht, nur noch wenige Reste der Verteidigungsanlage sichtbar
- Zentralfriedhof Házsongárd (deutsch auch Hasengartener Friedhof, rumänisch: Cimitirul Central), seit 1585, zählt aufgrund seiner vielen Ehrengräber und des weitläufigen Areals zum Pantheon Siebenbürgens
- Jüdischer Friedhof (dreiteilig, davon zwei dem Zentralfriedhof anliegend)

### Umgebung
- Heu-Skulpturen in Vlaha
- Schlossruinen in Gilău und Bonțida
- Fânațele Clujului-Naturreservat
- Cheile Turzii (Thorenburger Schlucht)
- Tarnița-Stausee

## Handel und Wirtschaft

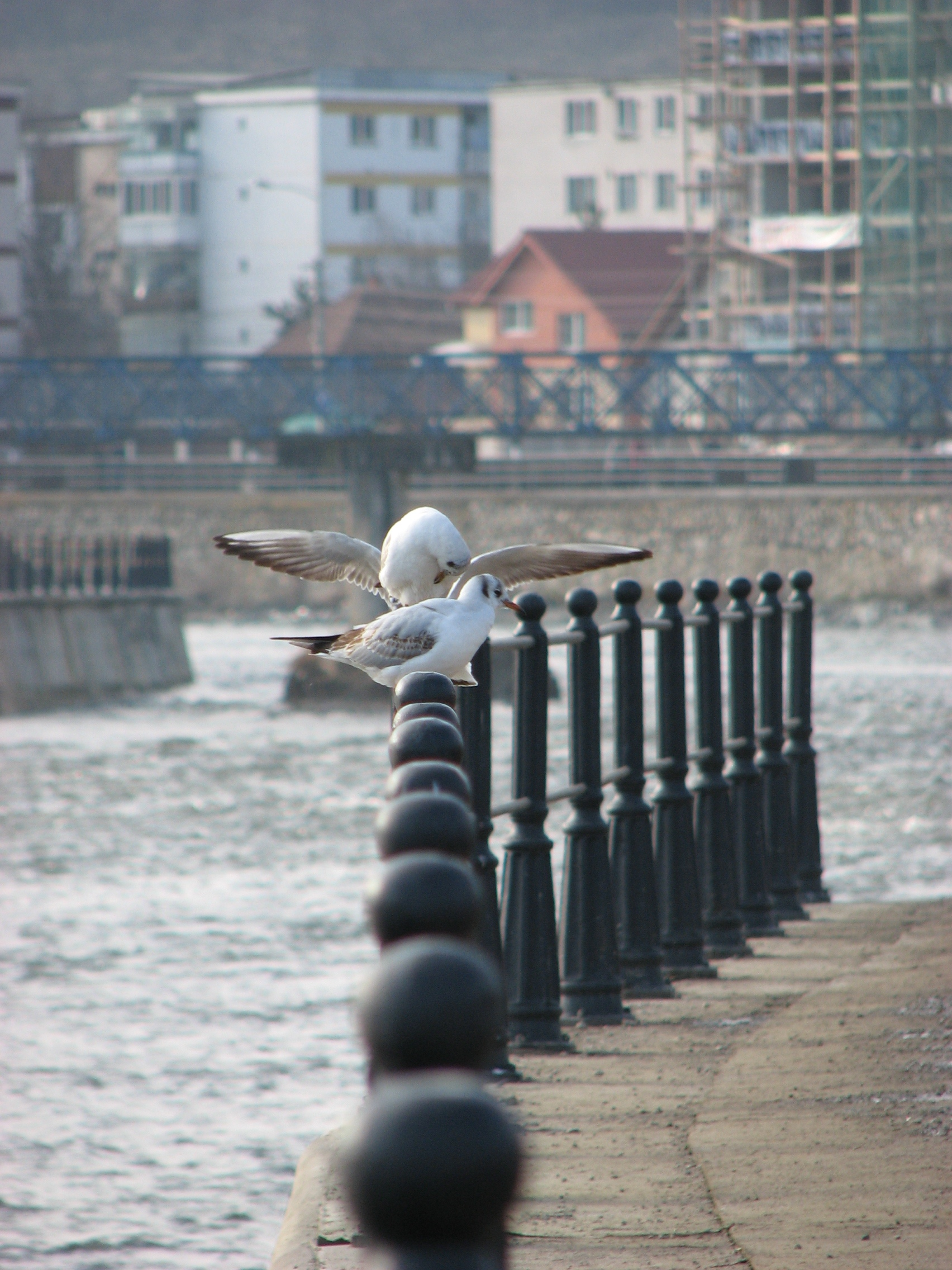
Fluss Someș

### Banken
In den letzten Jahren sind infolge der Liberalisierung der rumänischen Wirtschaft einige moderne Hochhäuser gebaut worden, vor allem von Banken (Regionalstelle der Rumänischen Bank für Entwicklung, Rumänische Commerzbank und der Hauptsitz der Banca Transilvania).

### Industrie
Aufgrund der Nähe zur Universität sind weiterhin die Branchen Informationstechnologie, Elektrotechnik und Maschinenbau stark ausgeprägt. Die Schuhbranche ist für Klausenburg ein zusätzliches Standbein. Unter dem Namen TETAROM werden vier Industrieparks mit etwa 2500 Arbeitsplätzen und einem Gesamtumfang von ca. 280 Hektar für moderne Technologien vermarktet (Stand 2013).

### Landwirtschaft und Nahrungsmittelindustrie

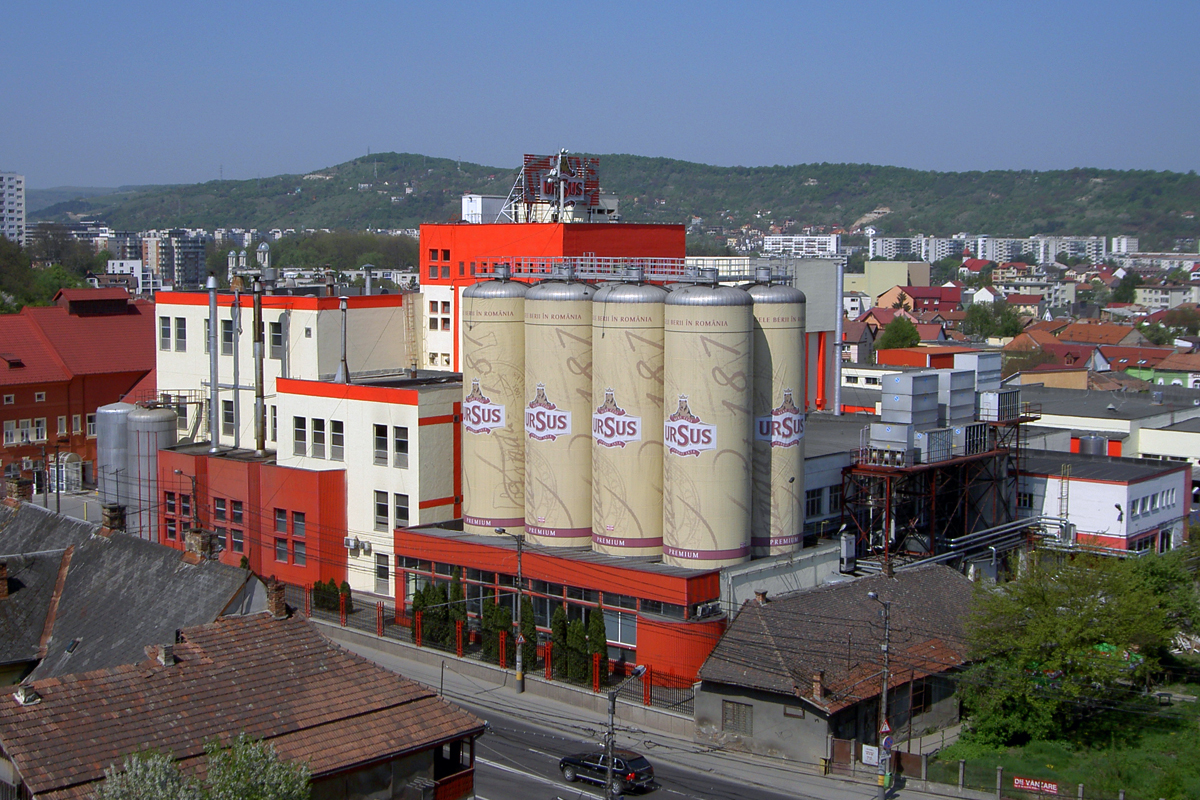
Ursus-Brauerei

Eine wichtige Rolle spielen nach wie vor die großen Märkte, auf denen Landwirte der Umgebung und aus anderen Regionen ihre Produkte anbieten können. Es gibt sieben große Markthallen bzw. -plätze, u. a. in der Innenstadt, sowie das 2007 eröffnete Centrul Agro Transilvania. Mit der Firma Napolact ist einer der größten rumänischen Produzenten von Milchprodukten in Cluj ansässig. Das in der Stadt gebraute Ursus ist eines der meistverkauften Biere in Rumänien.

### Einzelhandel
Ende 2007 wurden zwei große Einkaufszentren (Polus Center Cluj und Iulius Mall Cluj) eröffnet, in denen zahlreiche internationale Geschäfte Filialen haben. Ein Warenkaufhaus existiert seit 1977 in der Innenstadt. Zu den ‚westlichen‘ Supermarkt-Ketten (u. a. Kaufland, real,- und Carrefour) kommen zahlreiche kleine Lebensmittelläden, die oft rund um die Uhr geöffnet haben.

### Gastgewerbe
Hotels und Pensionen mit in etwa 6500 Betten. Es gibt eine Jugendherberge im Stadtzentrum. Die meisten Touristen kommen aus Ungarn, Italien und Deutschland.

## Medien
- Tageszeitungen:

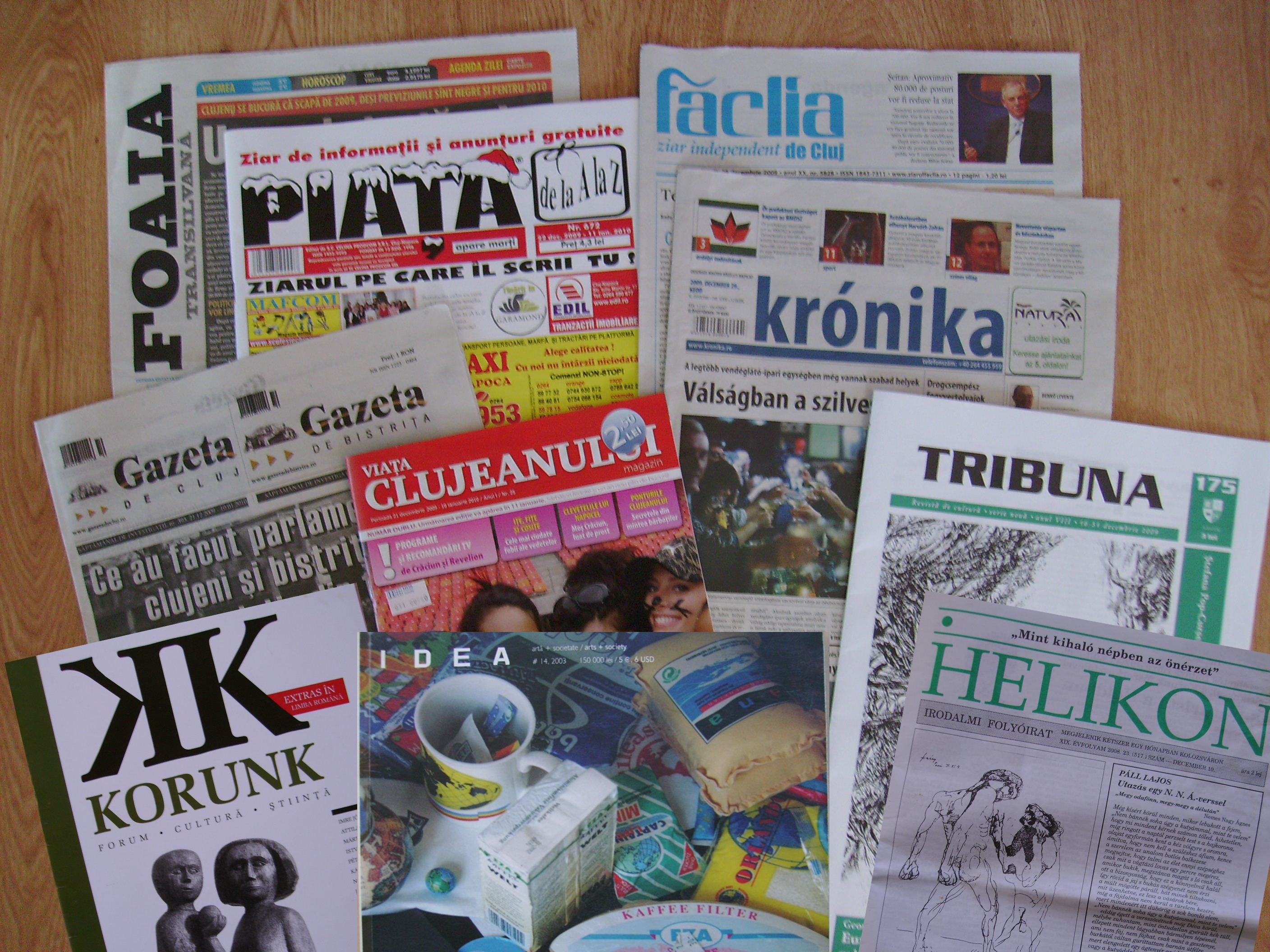
Zeitungen und Zeitschriften in Cluj

  - in rumänischer Sprache: Făclia. Ziua de Cluj, Monitorul de Cluj. Informația Cluj. Cluj Expres
  - in ungarischer Sprache: Krónika. Szabadság
- Wochenzeitungen:
  - in rumänischer Sprache:
    - Politik, Wirtschaft und Finanzen: Săptămâna Clujeană. Piața A–Z
    - Kulturzeitungen: Apostrof. Echinox, Idea, Steaua. Tribuna. Verso

  - in ungarischer Sprache:
    - Politik, Wirtschaft und Finanzen: Erdélyi Napló
    - Kulturzeitungen: Helikon. Korunk
- Fernsehen (in rumänischer und ungarischer Sprache): TVR Cluj. One TV. NCN
- Hörfunk:
  - in rumänischer und ungarischer Sprache: Radio Transilvania Cluj. Radio Cluj, Radio Impuls
  - in ungarischer Sprache: Paprika Rádió

## Verkehr

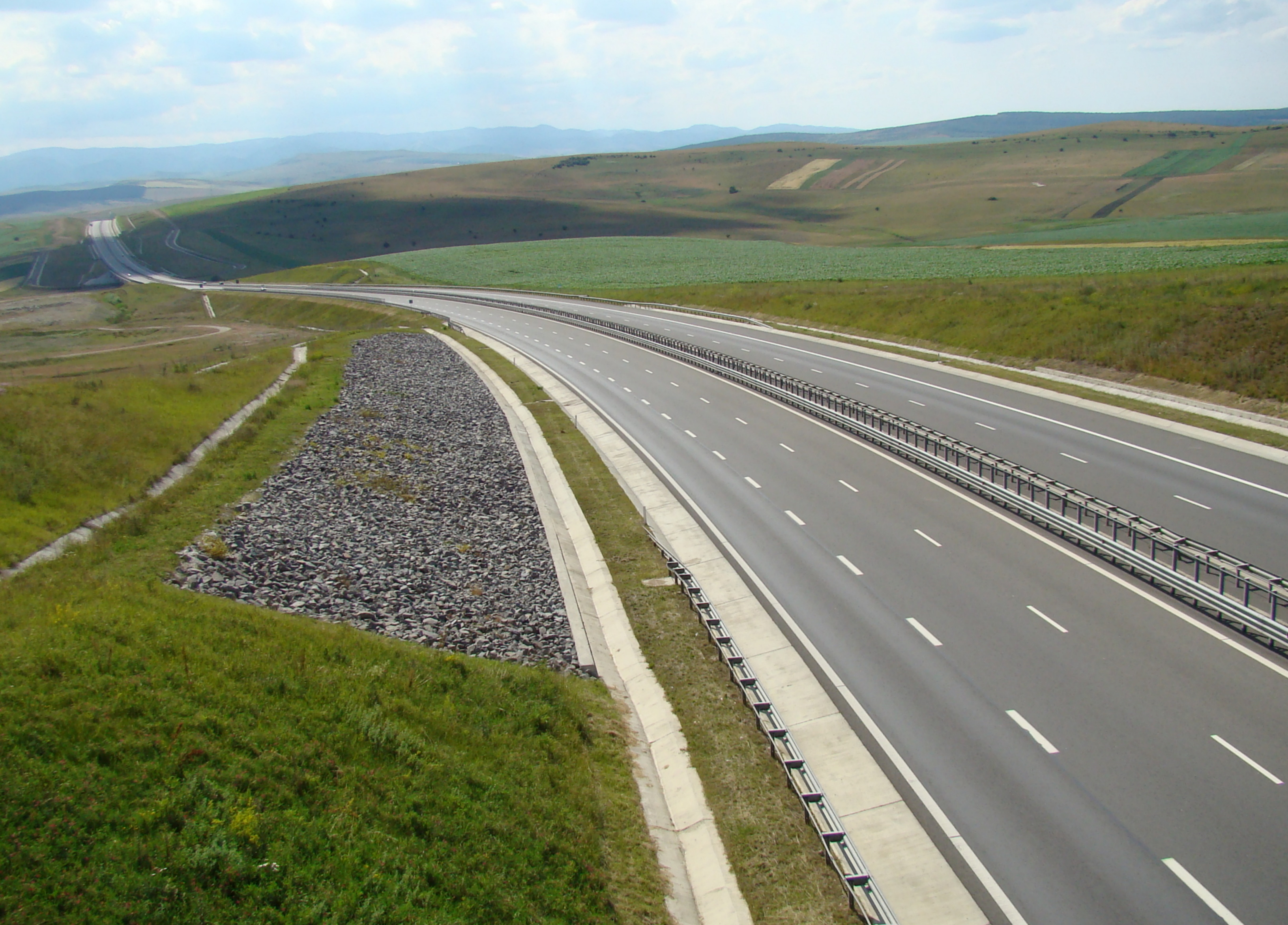
Autostrada A3 (Autostrada Transilvania)

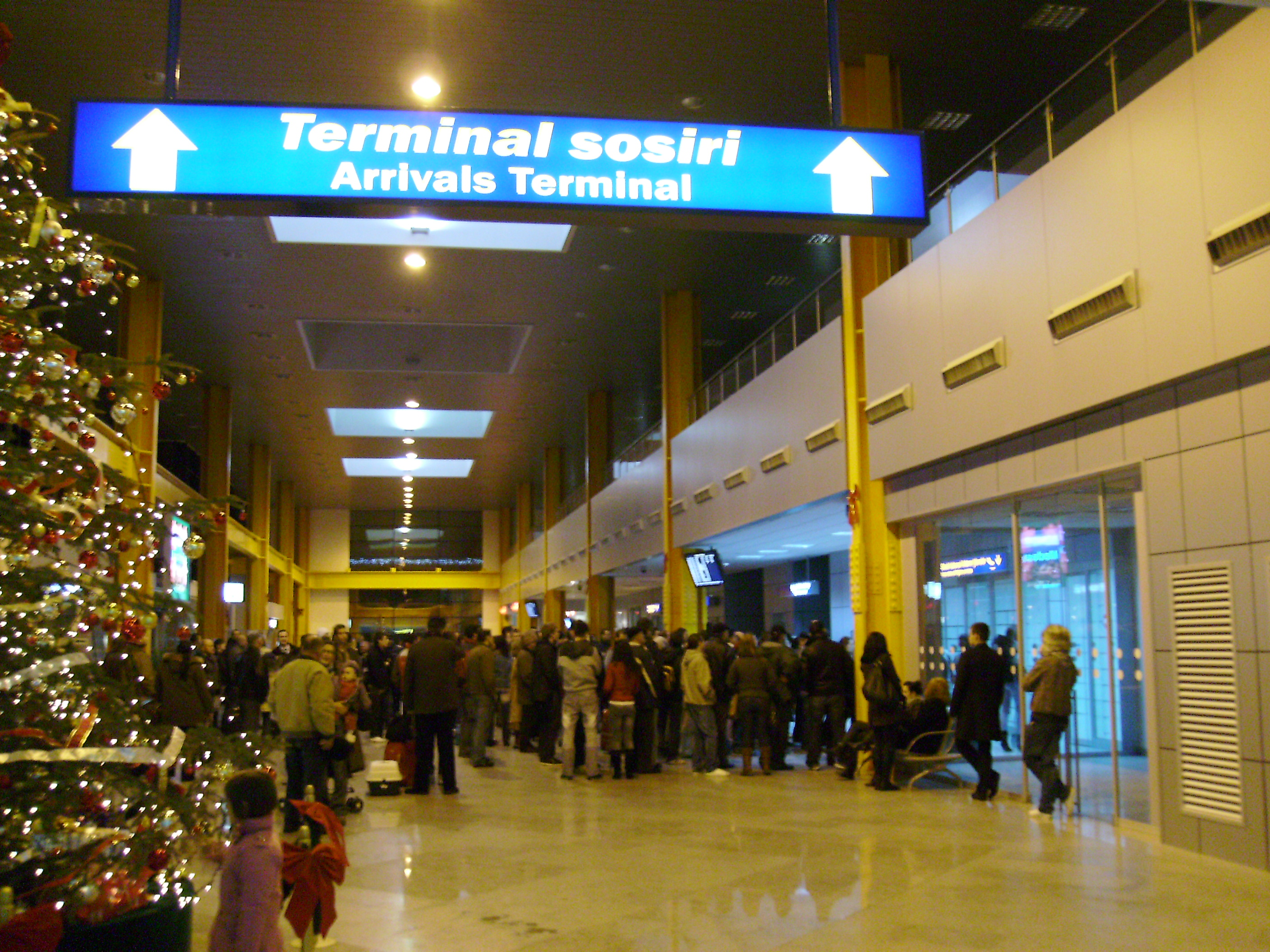
Flughafen Cluj-Napoca

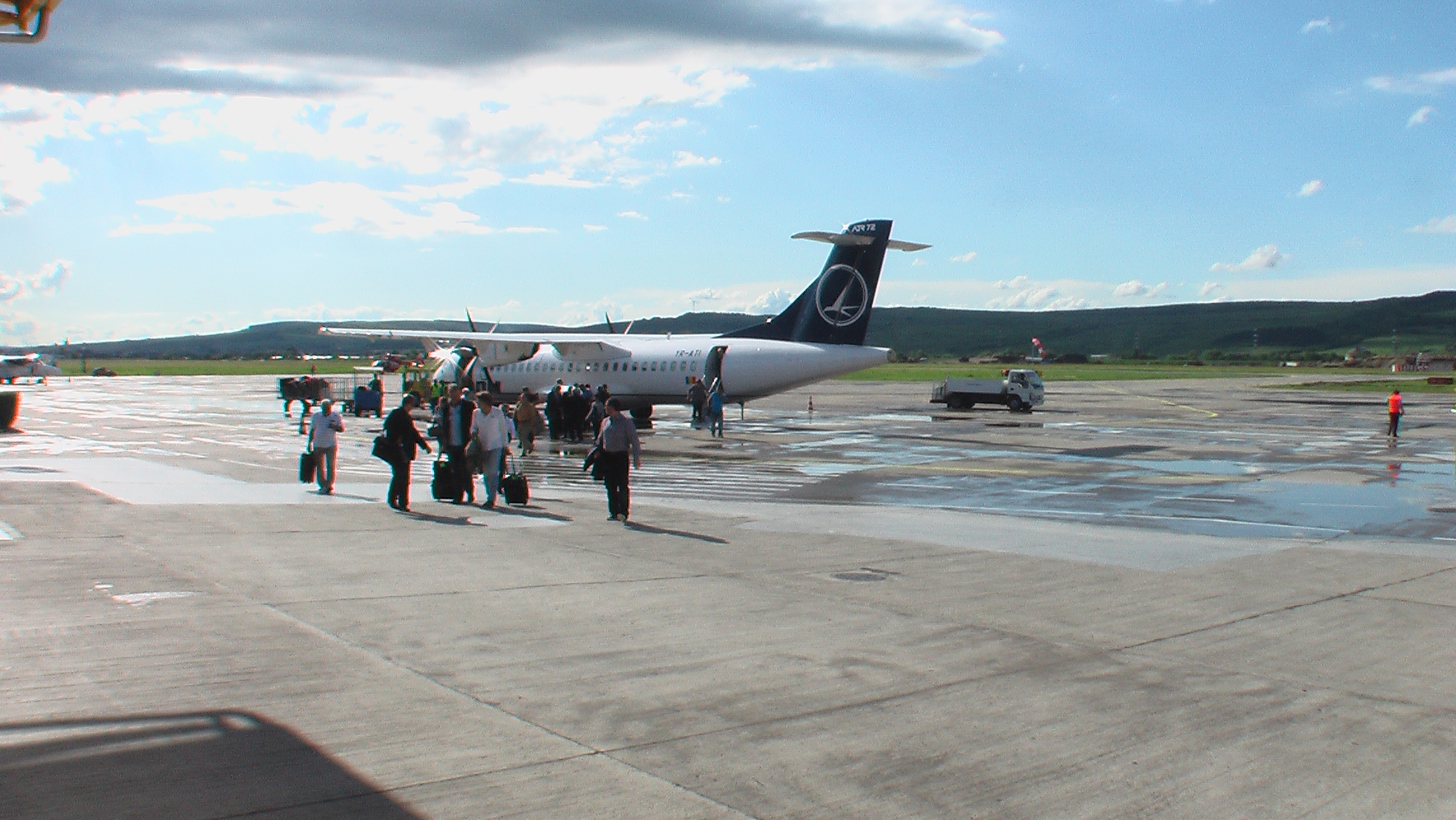
TAROM-Flug 645 von Bukarest nach der Landung in Cluj-Napoca

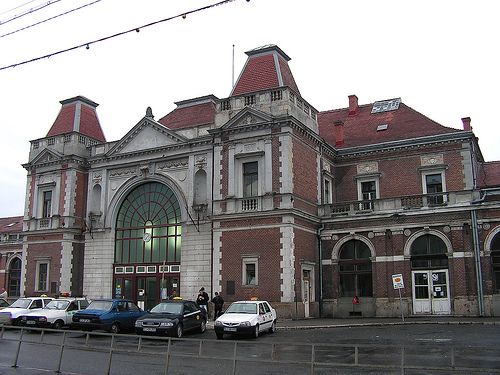
Bahnhofsgebäude von 1902

Von der im Bau befindlichen Autostrada A3 von Bukarest zur ungarischen Grenze (Borș) und von dort weiter in Richtung Budapest ist bereits ein Teilstück, das an Cluj-Napoca vorbeiführt, fertiggestellt worden. Eine Autobahnauffahrt befindet sich westlich der Stadt in Gilău, eine weitere soll im Nordwesten hinzukommen. Die neue Autobahn soll einen Großteil des Verkehrs vom Drum național 1 (Europastraße 60) aufnehmen, die auch durch die Innenstadt von Cluj führt. Ferner enden in bzw. nahe der Stadt folgende Nationalstraßen: DN1C (E 576), DN1F (E 81) und DN16. Seit den 1990er Jahren wuchs das PKW- und LKW-Aufkommen in der historischen Innenstadt und den Wohnvierteln stetig. Maßnahmen zur Entschärfung der Verkehrssituation sind neben dem fertigen Autobahnabschnitt geplante bzw. im Bau befindliche Umgehungsstraßen und die Errichtung von Parkhäusern, von denen bisher vier in Betrieb sind.
Der internationale Flughafen Cluj-Napoca wird zurzeit ebenfalls ausgebaut und verzeichnet jährlich wachsende Passagierzahlen. Von hier aus kann man in Direktflügen Bukarest, Timișoara (Temeswar), Köln, Dortmund, München, Nürnberg, London, Wien, Budapest, Mailand, Alicante, Barcelona, Memmingen, Istanbul, Iași, Bologna und Frankfurt am Main erreichen. Der Flughafen wurde 1932 für den zivilen Luftverkehr geöffnet.
Der Bahnhof Cluj Napoca bildet einen Eisenbahn-Knotenpunkt mit zahlreichen Schnellzugverbindungen in andere Teile des Landes. Mehrmals täglich verkehren internationale Züge aus bzw. nach Budapest über Oradea (Großwardein). Die Stadt erhielt 1870 mit Eröffnung der Strecke von Oradea nach Cluj Anschluss an die Eisenbahn. 1873 wurde die Weiterführung nach Brașov (Kronstadt) in Betrieb genommen, 1881 die Verbindung nach Dej. Am Bahnhof Cluj Napoca Est im Stadtteil Someșeni halten nur Regionalzüge.
Der öffentliche Nahverkehr wird durch das kommunale Unternehmen CTP abgewickelt. Es betreibt drei Straßenbahnlinien sowie zahlreiche Oberleitungsbus- und Dieselbus-Linien. Private Reisebus-Unternehmen bieten Fahrten ins Umland sowie nationale und internationale Verbindungen an. Es gibt einen Busbahnhof (Autogara „Beta“). Zusätzlich ist der Bau einer U-Bahnstrecke mit 19 Stationen auf 21 Kilometern Länge vorgesehen, die Cluj-Napoca mit Florești verbinden und bis 2031 komplett fertiggestellt werden soll.
Insgesamt ist das Radfahren nicht weit verbreitet. Ein zaghafter Ausbau von Radwegen findet allerdings statt.

## Persönlichkeiten

### Personen mit Bezug zur Stadt
- János Várfalvi Kósa († 1601), hier gestorben, Leiter der Unitarischen Kirche Siebenbürgens
- Erasmus Johannis (um 1545–1601), hier gestorben, unitarischer (sozianischer) Theologe
- Sigismund Báthory (1572–1613), Fürst von Siebenbürgen und Reichsfürst des Heiligen Römischen Reiches
- Valentin Radecke (um 1550–1632), hier gestorben, deutsch-polnischer Theologe
- János Thordai (1597–1636), hier gestorben, Übersetzer und Theologe
- Maximilian Hell (1720–1792), Astronom und Mathematiker, 1753–1755 in Cluj und dort mit dem Aufbau eines Observatoriums beauftragt
- Sámuel Brassai (1800–1897), ungarischer Sprachwissenschaftler, Philosoph und Naturwissenschaftler
- Imre Mikó (1805–1876), ungarischer Politiker, Minister und Historiker. Zweimaliger Gubernator Siebenbürgens
- Gyula Farkas (1847–1930), ungarischer Physiker und Mathematiker
- Emil Racoviță (1868–1947), Biologe, Botaniker, Meeresforscher, Höhlenforscher, Polarforscher
- Nándor Deák (1883–1947), rumänisch-ungarischer Maler
- Hermann Klee (1883–1970), deutscher Komponist und Dirigent
- Nicolae Drăganu (1884–1939), hier gestorben, war Philologe, Sprachwissenschaftler und Literaturhistoriker, 1939 Mitglied der Rumänischen Akademie.[46]
- Alfréd Haar (1885–1933), ungarischer Mathematiker
- Giandomenico Serra (1885–1958), italienischer Linguist, Romanist, Italianist, Sardologe und Dialektologe
- George Simonis (1885–1971), Komponist und Musikpädagoge
- Alexandru Borza (1887–1971), Botaniker und Pflanzenforscher
- Lucian Blaga (1895–1961), Philosoph, Journalist, Dichter, Übersetzer, Wissenschaftler und Diplomat
- Karl Kurt Klein (1897–1971), deutscher Journalist, Theologe, Germanist und Historiker
- Constantin Daicoviciu (1898–1973), Althistoriker, Archäologe und Politiker, der von 1928 bis 1968 an der Universität Cluj lehrte
- Leon Daniello (1898–1970), hier gestorben, war Arzt und 1965 korrespondierendes Mitglied der Rumänischen Akademie.[47]
- Ferenc Farkas (1905–2000), ungarischer Komponist
- Victor Capesius (1907–1985), Apotheker im Konzentrations- und Vernichtungslager Auschwitz-Birkenau
- Ion I. Russu (1911–1985), Althistoriker, Epigraphiker, Provinzialrömischer Archäologe und Sprachwissenschaftler
- Rudolf Schuller (1916–1995), ungarischer Schriftsteller und Übersetzer
- Liviu Comes (1918–2004), Komponist
- Bartolomeu Anania (1921–2011), rumänisch-orthodoxer Erzbischof und Metropolit
- György Ligeti (1923–2006), Komponist
- Klára Póczy (1923–2008), ungarische Provinzialrömische Archäologin
- Laszlo Berkeczy (1925–2009), deutsch-rumänisch-ungarischer Bildhauer
- Dumitru Protase (1926–2022), Historiker und Archäologe
- Ion Horațiu Crișan (1928–1994), Historiker und Archäologe
- Doina Cornea (1929–2018), Menschenrechtlerin und Professorin
- Eginald Schlattner (* 1933), Pfarrer und Schriftsteller
- Vasile Fanache (1934–2013), Romanist und Rumänist
- Florea Costea (1937–2019), rumänischer Archäologe und Althistoriker
- Dorin Alicu (1938–2013), rumänischer Archäologe
- Rudolf Windisch (* 1940), deutscher Linguist
- Ion Pop (* 1941), Literaturkritiker
- Efthymios Warlamis (1942–2016), griechisch-österreichischer Architekt, Maler, Schriftsteller, Pädagoge und Museumsgründer
- Andrei Marga (* 1946), Philosoph, Politiker und Rektor der Babeș-Bolyai-Universität Cluj (1993–2004)
- Marian Papahagi (1948–1999), Romanist, Italianist, Rumänist und Literaturkritiker; studierte in Klausenburg
- Rainer Schubert (1948–2025), österreichischer Philosoph
- Christian W. Schenk (* 1951), deutscher Arzt, Lyriker, Essayist, Übersetzer und Verleger
- József Sándor (* 1956), Mathematiker
- Dezső Buzogány (* 1957), Professor für Kirchengeschichte am protestantisch-theologischen Institut in Cluj-Napoca
- Emil Boc (* 1966), Politiker
- Iulia Cibișescu-Duran (* 1966), Komponistin
- Vlad Munteanu (* 1981), Fußballspieler und Funktionär